# Flavius Josephus

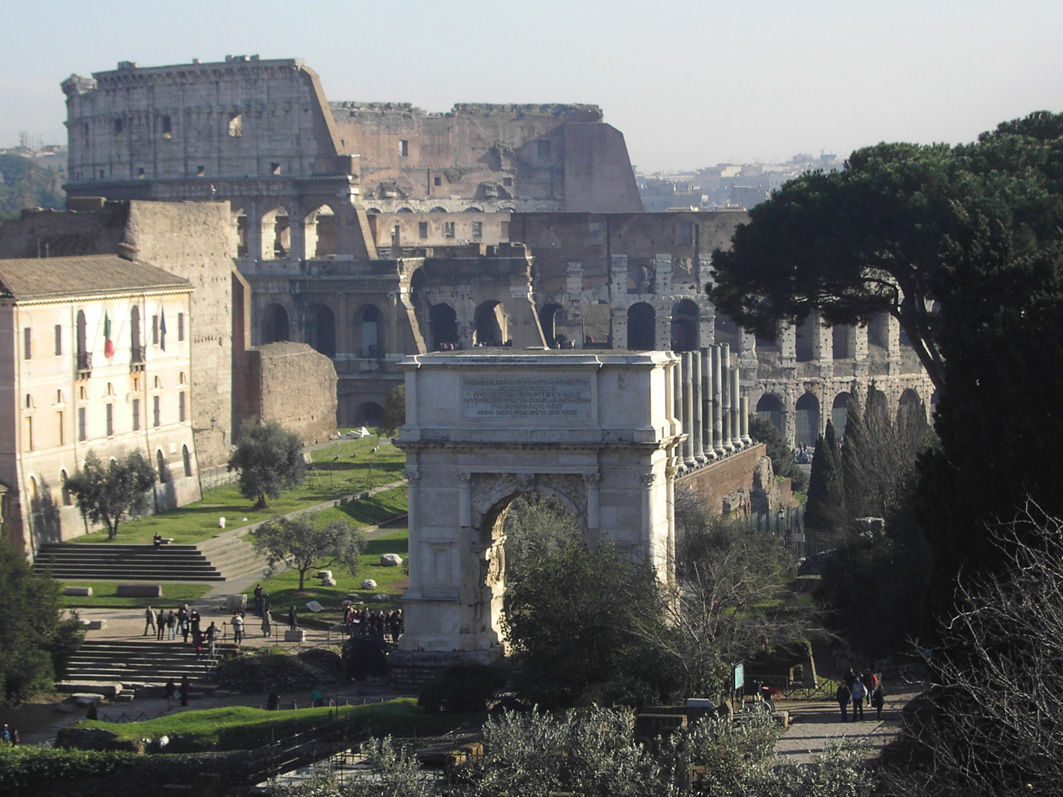
Das Rom der Flavier als Erinnerungslandschaft des Sieges über Judäa: im Vordergrund der Titusbogen, im Hintergrund das Amphitheatrum Flavium, finanziert aus der Kriegsbeute.

Flavius Josephus (altgriechisch Φλαύιος Ἰώσηπος Flavios Iṓsēpos; geboren 37/38 n. Chr. in Jerusalem; gestorben um 100 vermutlich in Rom) war ein jüdisch-hellenistischer Historiker.
Als junger Priester aus der Jerusalemer Oberschicht hatte Josephus eine aktive Rolle im Jüdischen Krieg: Er verteidigte Galiläa im Frühjahr 67 gegen die römische Armee unter Vespasian. In Jotapata geriet er in römische Gefangenschaft. Er prophezeite dem Feldherrn Vespasian dessen künftiges Kaisertum. Als Freigelassener begleitete er Vespasians Sohn Titus in der Endphase des Krieges und wurde so Zeuge der Eroberung von Jerusalem (70 n. Chr.). Mit Titus kam er im folgenden Jahr nach Rom, wo er den Rest seines Lebens verbrachte. Er erhielt das römische Bürgerrecht und lebte fortan von einer kaiserlichen Pension und dem Ertrag seiner Landgüter in Judäa. Die Muße nutzte er zur Abfassung mehrerer Werke in griechischer Sprache:
- eine Geschichte des Jüdischen Krieges (in diesem Artikel zitiert als: Bellum),
- eine Geschichte des jüdischen Volkes von der Erschaffung der Welt bis zum Vorabend dieses Krieges (zitiert als: Antiquitates),
- eine kurze Autobiografie als Anhang dazu (zitiert als: Vita)
- und als Spätwerk eine Verteidigung des Judentums gegen die Kritik zeitgenössischer Autoren (zitiert als: Contra Apionem).

Römische Historiker erwähnten Josephus nur als jüdischen Gefangenen mit einem Orakelspruch über Vespasians Kaisertum. Für alle Informationen zu seiner Biografie ist man daher auf das Bellum und die Vita angewiesen.
Erhalten blieben die Schriften des Josephus, weil sie schon in der Spätantike von christlichen Autoren als eine Art Nachschlagewerk entdeckt wurden. Bei Josephus fand der Leser des Neuen Testaments nützliche Hintergrundinformationen: Er war der einzige zeitgenössische Autor, der sich detailliert und mit eigener Ortskenntnis über Galiläa äußerte. Die Stadt Jerusalem und der Tempel dort werden ebenfalls genau beschrieben. Josephus erwähnte Johannes den Täufer und wohl auch Jesus von Nazareth – allerdings ist diese Textstelle (das sogenannte Testimonium Flavianum) christlich überarbeitet worden und der ursprüngliche Wortlaut unsicher. Im Bellum beschrieb Josephus ausführlich das Leiden der Menschen im belagerten Jerusalem. Er brach mit den Konventionen der antiken Geschichtsschreibung, die ihn zu Sachlichkeit verpflichteten, um über das Unglück seiner Heimat zu klagen. Seit Origenes deuteten christliche Theologen diese Kriegsberichte als Gottes Strafgericht an den Juden, eine Konsequenz aus der in ihren Augen von Juden verschuldeten Kreuzigung Jesu.
Für die Geschichte Judäas von etwa 200 v. Chr. bis 75 n. Chr. sind Josephus’ Werke die wichtigste antike Quelle. Sein Alleinstellungsmerkmal ist, dass er als antiker Jude über seine Kindheit und Jugend einerseits und seine Rolle im Krieg gegen Rom andererseits Auskunft gibt. Allerdings begegnet der Leser nie direkt dem jungen galiläischen Militärführer, sondern widersprüchlichen Bildern, die ein älterer römischer Bürger von seinem früheren Ich entwarf.
Die neuere Forschung befasst sich damit, wie Josephus im Rom der Flavier als jüdischer Historiker seinen Weg suchte. Die Einwohner Roms waren ständig mit dem Thema Judäa konfrontiert, denn Vespasian und Titus feierten ihren Sieg in einer aufständischen Provinz mit Triumphzug, Münzprägungen und Monumentalarchitektur, als wäre es eine Neueroberung. Josephus stellte sich der Aufgabe, als einer der Besiegten die Geschichte dieses Krieges den Siegern anders zu erzählen. Entstanden ist dabei ein hybrides Werk, das Jüdisches, Griechisches und Römisches verbindet. Das macht Josephus zu einem interessanten Autor für eine postkoloniale Lektüre.

## Name
„[Ich bin] Iṓsēpos, Sohn des Matthías, aus Jerusalem, ein Priester.“

So stellte sich Josephus in seinem ersten Werk dem Leser vor. Er trug den häufigen hebräischen Namen יוסף Jôsef und transkribierte ihn als Ἰώσηπος Iṓsēpos in das Griechische, mit nicht aspiriertem p, wohl weil auf -phos endende griechische Personennamen eher selten sind. Dabei blieb er aber den hebräischen Namenskonventionen treu, so dass sich hypothetisch der Name rekonstruieren lässt, unter dem er in seiner Jugend bekannt gewesen sein dürfte: יוסף בן מתתיהו Jôsef ben Mattitjāhû.
Den römischen Namen Flavius Iosephus verwendete Josephus in seinen Schriften selbst nicht. Er ist erst bei christlichen Autoren ab dem späten 2. Jahrhundert bezeugt. Angesichts Josephus’ enger Anbindung an Kaiser Vespasian nach dem Jüdischen Krieg ist allerdings tatsächlich anzunehmen, dass dieser ihm das römische Bürgerrecht verlieh. Vermutlich übernahm Josephus dabei, wie es allgemein üblich war, das Praenomen und das Gentilnomen seines Patrons, der mit vollem Namen Titus Flavius Vespasianus hieß, und hängte seinen bisherigen nichtrömischen Namen Iosephus als dritten Namensbestandteil (Cognomen) an. Demnach ist anzunehmen, dass sein römischer Name Titus Flavius Iosephus lautete, auch wenn das Praenomen Titus in den antiken Quellen nicht bezeugt ist.

## Leben

### Herkunftsfamilie und Jugend

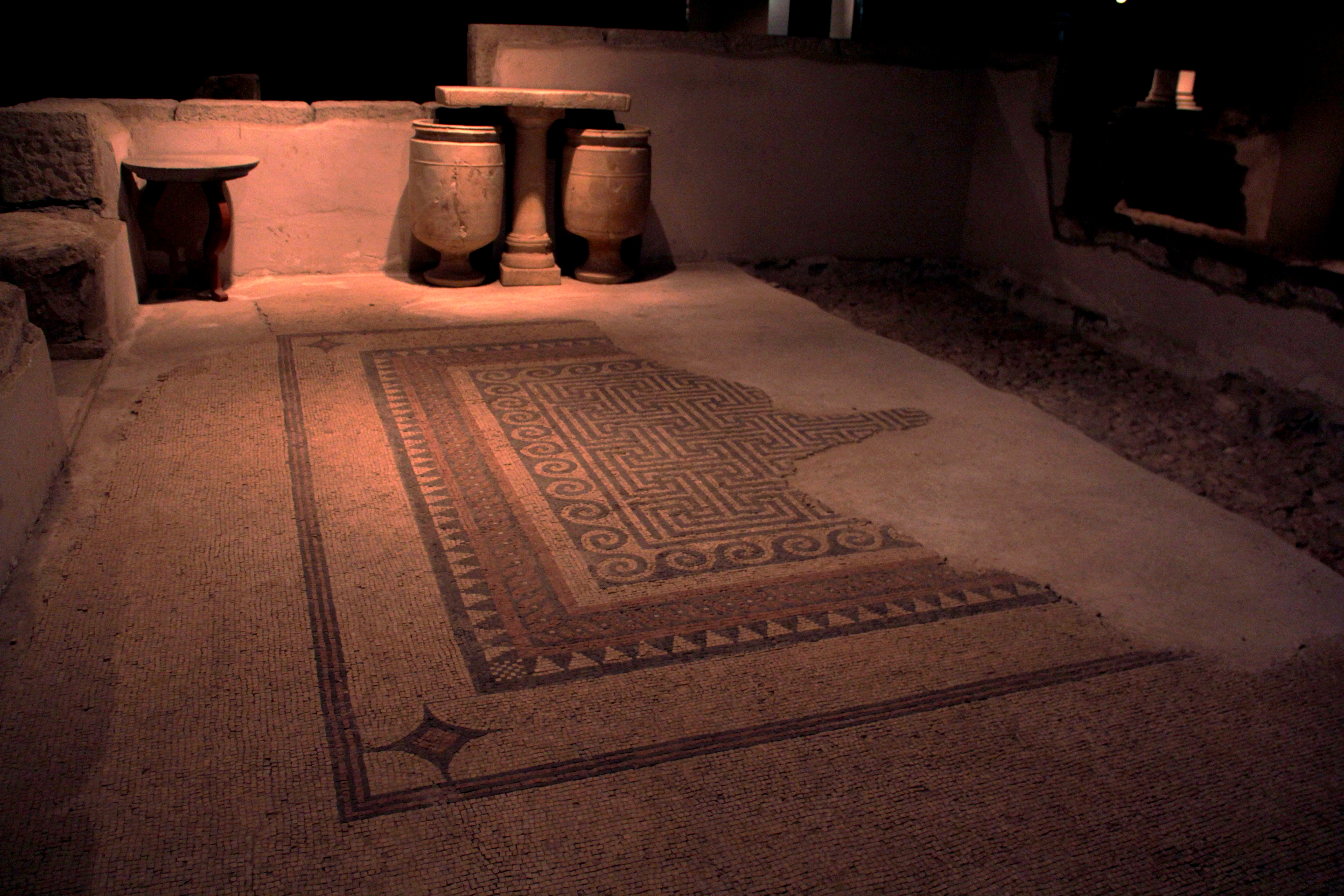
Mosaikboden einer Villa in der Jerusalemer Oberstadt (Herodianisches Quartier). Die Ausgrabungen zeigten hellenistische Wohnkultur verbunden mit jüdischen Besonderheiten, wie dem Bilderverbot.

Josephus gab an, im ersten Regierungsjahr des Kaisers Caligula geboren zu sein; an anderer Stelle erwähnte er, dass sein 56. Lebensjahr das 13. Regierungsjahr des Kaisers Domitian gewesen sei. Daraus ergibt sich ein Geburtsdatum zwischen dem 13. September 37 und dem 17. März 38. Die Familie gehörte zur Jerusalemer Oberschicht und hatte Grundbesitz im Umland der Stadt. Vater und Mutter stammten der Vita zufolge aus dem priesterlich-königlichen Geschlecht der Hasmonäer, wobei das bei der Mutter nicht weiter ausgeführt wird. Der Vater Matthias gehörte der ersten von 24 Priesterdienstklassen an. Auf die Hasmonäer konnte sich Matthias allerdings nicht in rein patrilinearer Generationenfolge zurückführen. Er stammte von einer Tochter des Hohepriesters Jonatan ab.
Ernst Baltrusch vermutet, dass Josephus seine traditionelle jüdisch-priesterliche Sozialisation in der Autobiografie so darstellen wollte, dass sie für die römische Leserschaft als aristokratischer Bildungsweg verständlich war – fremd und vertraut zugleich:
Josephus hatte einen vermutlich älteren, da nach dem Vater benannten Bruder Matthias und wurde gemeinsam mit ihm erzogen. Mit etwa 14 Jahren sei er als Wunderkind bekannt gewesen; „die Hohepriester und die Vornehmsten der Stadt“ hätten sich wiederholt mit ihm getroffen, um Details der Tora erläutert zu bekommen. Ein literarischer Topos, zum Vergleich lässt sich Plutarchs Biografie Ciceros anführen: Die Eltern von Mitschülern hätten den Unterricht besucht, um Ciceros Intelligenz zu bewundern.
So wie ein junger Römer mit 16 Jahren das Elternhaus verließ, um sich unter Aufsicht eines Tutors auf die Teilnahme am öffentlichen Leben vorzubereiten, stilisierte Josephus den nächsten Schritt seiner Biografie: Zunächst erkundete er die philosophischen Schulen des Judentums (als solche präsentiert er Pharisäer, Sadduzäer und Essener): „Unter strenger Selbstzucht und mit vielen Mühen durchlief ich alle drei.“ Danach habe er sich für drei Jahre der Leitung eines Asketen namens Bannus anvertraut, der sich in der Judäischen Wüste aufhielt. Die Bannus-Episode ist ein Beispiel dafür, wie Josephus den Leser zu transkulturellen Lektüren einlud:
- In der jüdischen Tradition steht die Wüste als Ort religiöser Erfahrung hauptsächlich im Zusammenhang mit der in der Bibel beschriebenen 40-jährigen Wanderung der Israeliten durch die Sinai-Halbinsel nach dem Auszug aus Ägypten.
- Häufige Übergießungen mit kaltem Wasser, wie von Bannus praktiziert, waren im Rahmen griechisch-römischer Badekultur ohne weiteres verständlich.
- Die Vorstellung eines in Baumrinde gekleideten Vegetariers gab dem Ganzen allerdings eine exotische Note: Herodots Beschreibung von Indern und Skythen klingt an.

Über einen tatsächlichen Wüstenaufenthalt des jugendlichen Josephus lässt sich aus der Vita nichts Sicheres entnehmen. 

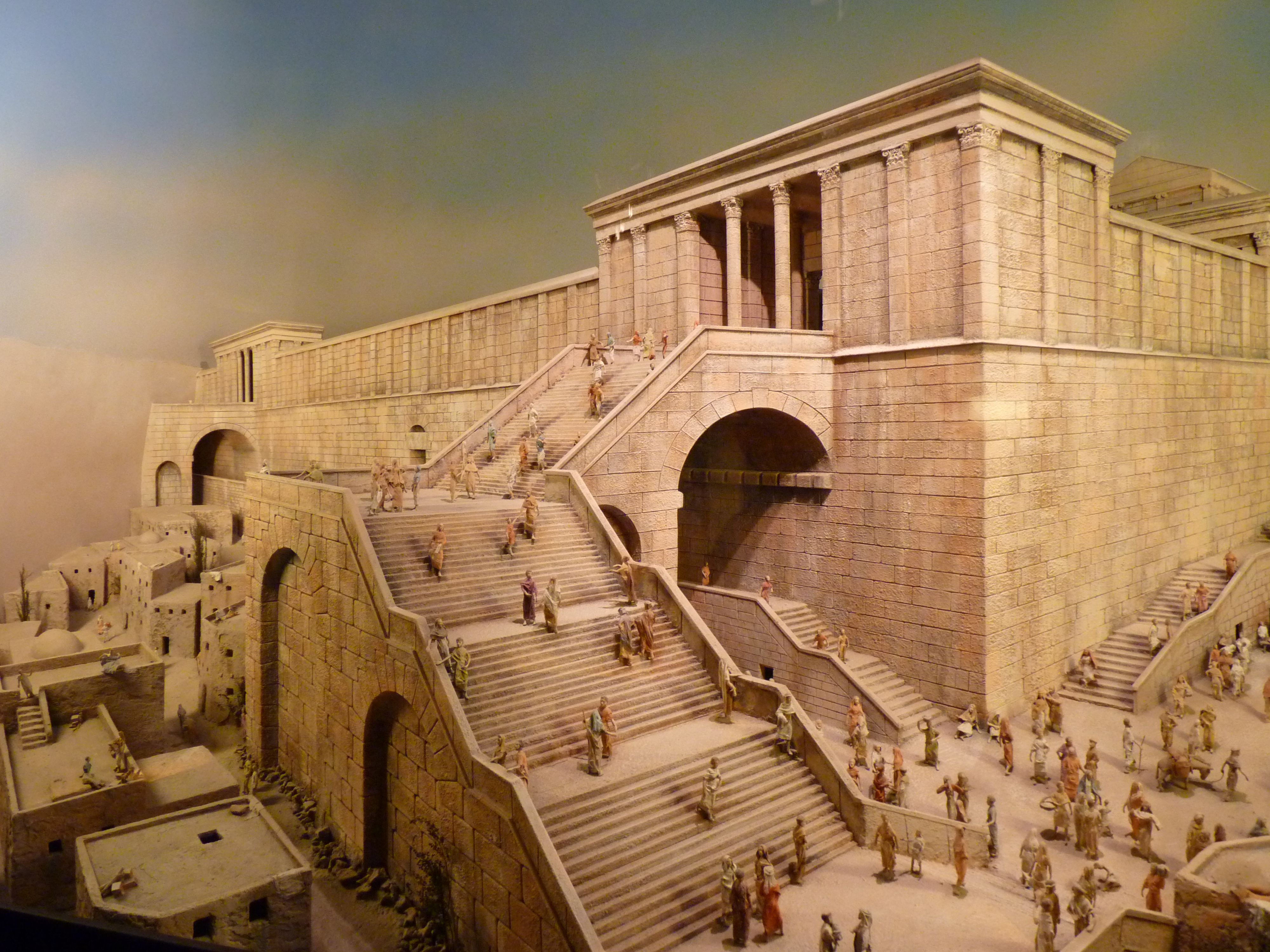
Zentral im Werk des Josephus: der Jerusalemer Tempel. Pilger und Priester nutzten Treppenanlagen, um von der Stadt auf das Niveau der Esplanade zu gelangen. (Modell aufgrund von Grabungsbefunden, Tower of David Museum)

Mit 19 Jahren kehrte Josephus nach Jerusalem zurück und schloss sich den Pharisäern an. Für einen jungen Mann der Oberschicht hätte die Wahl der sadduzäischen Religionspartei näher gelegen. Aber wenn er sich schon für die Pharisäer entschied, versteht man nicht recht, warum seine historischen Werke ein eher negatives Bild von ihnen zeichnen. Im Rahmen der Vita ist festzuhalten, dass Josephus Erwartungen des Publikums erfüllte: Seine Lehrjahre hatten zu einer Lebensentscheidung geführt, und so besaß er eine innere Orientierung, als er in die Öffentlichkeit hinaustrat. Die Vita wäre missverstanden, wenn man aus ihr ableitete, dass Josephus im Alltag nach pharisäischen Regeln lebte. Wünschenswert war nämlich, dass Personen des öffentlichen Lebens die philosophischen Neigungen ihrer Jugend zugunsten ihrer politischen Aufgaben zurückstellten.
Prägend für Josephus’ Werk war nicht das Pharisäertum, sondern das Priestertum, auf das er sich immer wieder berief. Dies sei der Grund, warum er die eigene Tradition kompetent auslegen und der Leser seiner Darstellung vertrauen könne. Im Alter von 19 oder 20 Jahren begann für junge Priester der Dienst im Tempel. Sein Insiderwissen zeigt, dass Josephus ihn aus eigener Erfahrung kannte. In seiner Vita überging er die Jahre von 57 bis 63 n. Chr. mit Stillschweigen. Er erweckte den Eindruck, dass er in dieser politisch turbulenten Zeit nur die Rolle eines Beobachters eingenommen habe.

### Romreise
Nach Plutarch konnte man auf zweierlei Weise eine öffentliche Laufbahn beginnen, entweder durch Bewährung in einer militärischen Aktion oder einen Auftritt vor Gericht bzw. Teilnahme an einer Gesandtschaft zum Kaiser. Beides erforderte Mut und Intelligenz. Diesem Ideal entsprach die Vita des Josephus gut, indem sie Josephus’ Romreise im Jahr 63/64 heraushob. Er wollte die Freilassung von jüdischen Priestern erwirken, die der Präfekt Felix „aus geringem und hergeholtem Anlass hatte verhaften lassen“ und daraufhin nach Rom überstellen ließ, damit sie sich vor dem Kaiser verantworteten. Es bleibt unklar, ob Josephus aus eigener Initiative handelte oder von wem er beauftragt wurde. Eine Überstellung nach Rom deutet auf schwerwiegendere Anklagen, vielleicht politischer Art, hin.
Die literarische Formung dieser Episode der Vita ist offensichtlich. Josephus gab an, in einem Freundeskreis mit Aliturus, einem Schauspieler jüdischer Abstammung, bekannt geworden zu sein, der den Kontakt zu Neros Frau Poppaea Sabina herstellte. Durch ihre Intervention seien die Priester freigekommen. Möglicherweise ist Aliturus eine literarische Figur nach dem Vorbild des bekannten Mimen Lucius Domitius Paris. Passend für einen Autor der Flavierzeit wäre dies eine ironische Spitze gegen die Verhältnisse am Hof Neros gewesen: Schauspieler und Frauen führten die Regierungsgeschäfte. Die Episode der Romreise zeigt dem Leser der Vita, dass ihr Held für diplomatische Einsätze geeignet war. In der Forschung wird diskutiert, ob die Rom-Mission Josephus nach Meinung der Jerusalemer für die verantwortungsvolle Aufgabe der Verteidigung Galiläas qualifizierte und fehlende militärische Erfahrung ersetzte.

### Militärführer im Jüdischen Krieg

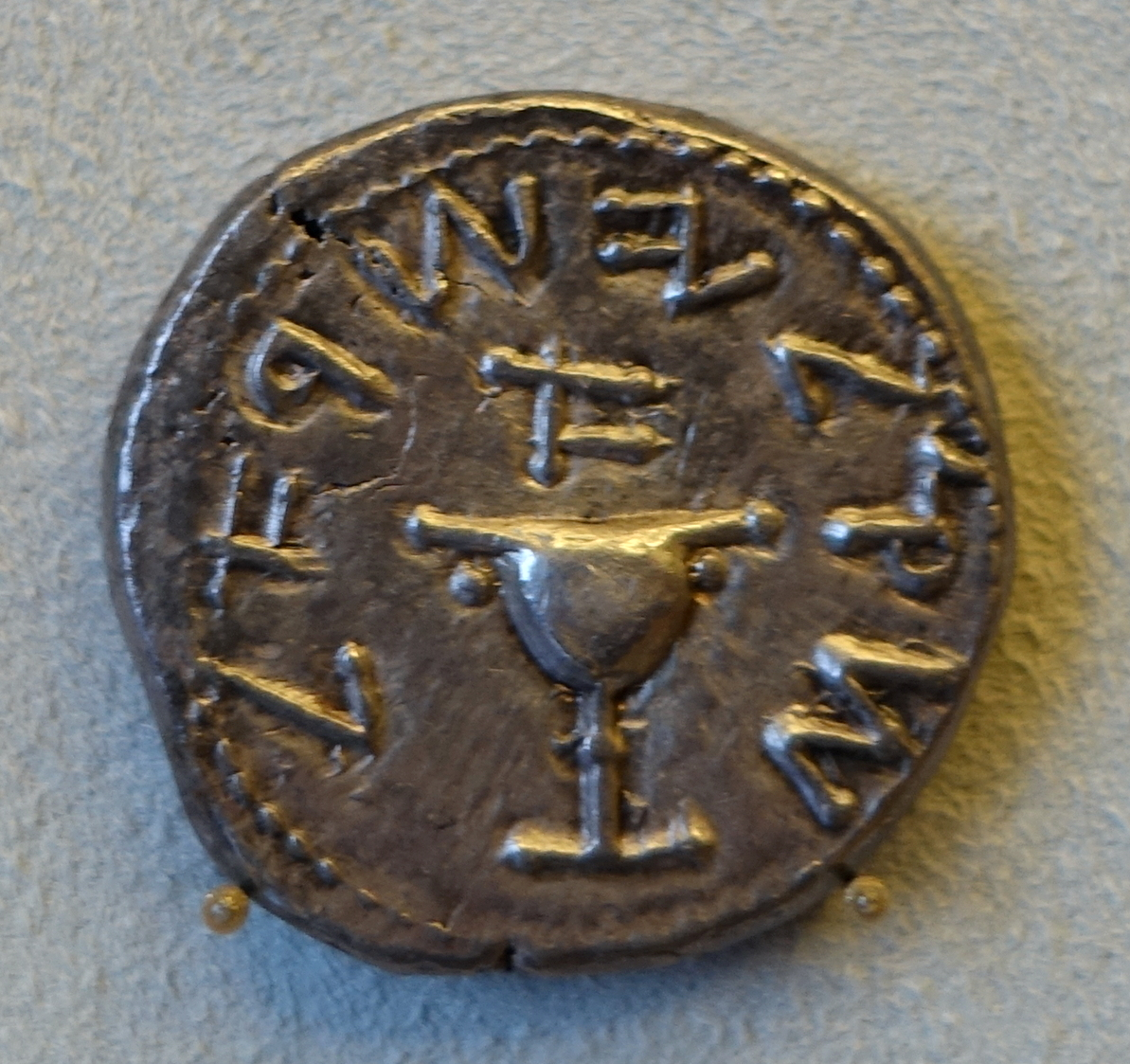
Silberschekel mit Darstellung eines kultischen Gefäßes, Münzprägung des Jüdischen Krieges, 1. Jahr des Aufstands, Berlin, Münzkabinett. Wahrscheinlich wurden diese neuen Münzen im Tempelbereich unter priesterlicher Aufsicht geprägt; das Silber stammte aus dem Tempelschatz.

Als Josephus nach Judäa zurückkehrte, war der Aufstand, der sich dann zum Krieg gegen Rom ausweitete, schon im Gange. Er habe mit Argumenten versucht, mäßigend auf die Zeloten zu wirken, schrieb Josephus. „Doch drang ich nicht durch; denn zu sehr hatte der Fanatismus der Verzweifelten um sich gegriffen.“ Danach habe er im inneren Tempelbereich Zuflucht gesucht, bis der Zelotenführer Manaḥem gestürzt und ermordet wurde (Herbst 66). Der Tempel war allerdings kein Zentrum der Friedenspartei, im Gegenteil: Dort hatte der Tempelhauptmann Elʿazar seine Machtbasis, und Josephus scheint sich Elʿazars Zelotengruppe angeschlossen zu haben.
Eine Strafexpedition des Statthalters von Syrien, Gaius Cestius Gallus, endete im Herbst des Jahres 66 mit einer römischen Niederlage bei Bet-Ḥoron; danach brach die römische Verwaltung in Judäa zusammen. Schon lange schwelende Konflikte zwischen verschiedenen Bevölkerungsgruppen eskalierten. Chaos war die Folge. „Tatsächlich versuchte eine Gruppe junger Jerusalemiter aus der priesterlichen Aristokratie umgehend, sich den Aufstand zunutze zu machen und im jüdischen Palästina eine Art Staat zu errichten …, allerdings mit sehr geringem Erfolg“ (Seth Schwartz).

Schon in der ersten Phase des Aufstands waren es „Gruppen und Personen jenseits der traditionellen Macht- und Verfassungsstrukturen“, die die Jerusalemer Politik bestimmten. Trotzdem legte Josephus Wert darauf, das Jerusalem des Jahres 66 als eine funktionierende Polis zu stilisieren; eine legitime Regierung habe ihn als Militärführer nach Galiläa entsandt, und ihr sei er auch verantwortlich gewesen. Im Bellum betritt Josephus erst in diesem Moment die politische Bühne, und er tut als Strategos in Galiläa das ihm Mögliche, um der Sache der Aufständischen zum Erfolg zu verhelfen – bis er unter dramatischen Umständen auf die Seite der Römer übergeht. Anders ist die Darstellung der später verfassten Vita: Josephus wird hier zusammen mit zwei anderen Priestern von den „führende(n) Leuten in Jerusalem“ mit einem Geheimauftrag nach Galiläa geschickt: „damit wir die üblen Elemente zur Niederlegung der Waffen bewegten und belehrten, dass es besser sei, sie für die Elite des Volks zur Verfügung zu halten.“

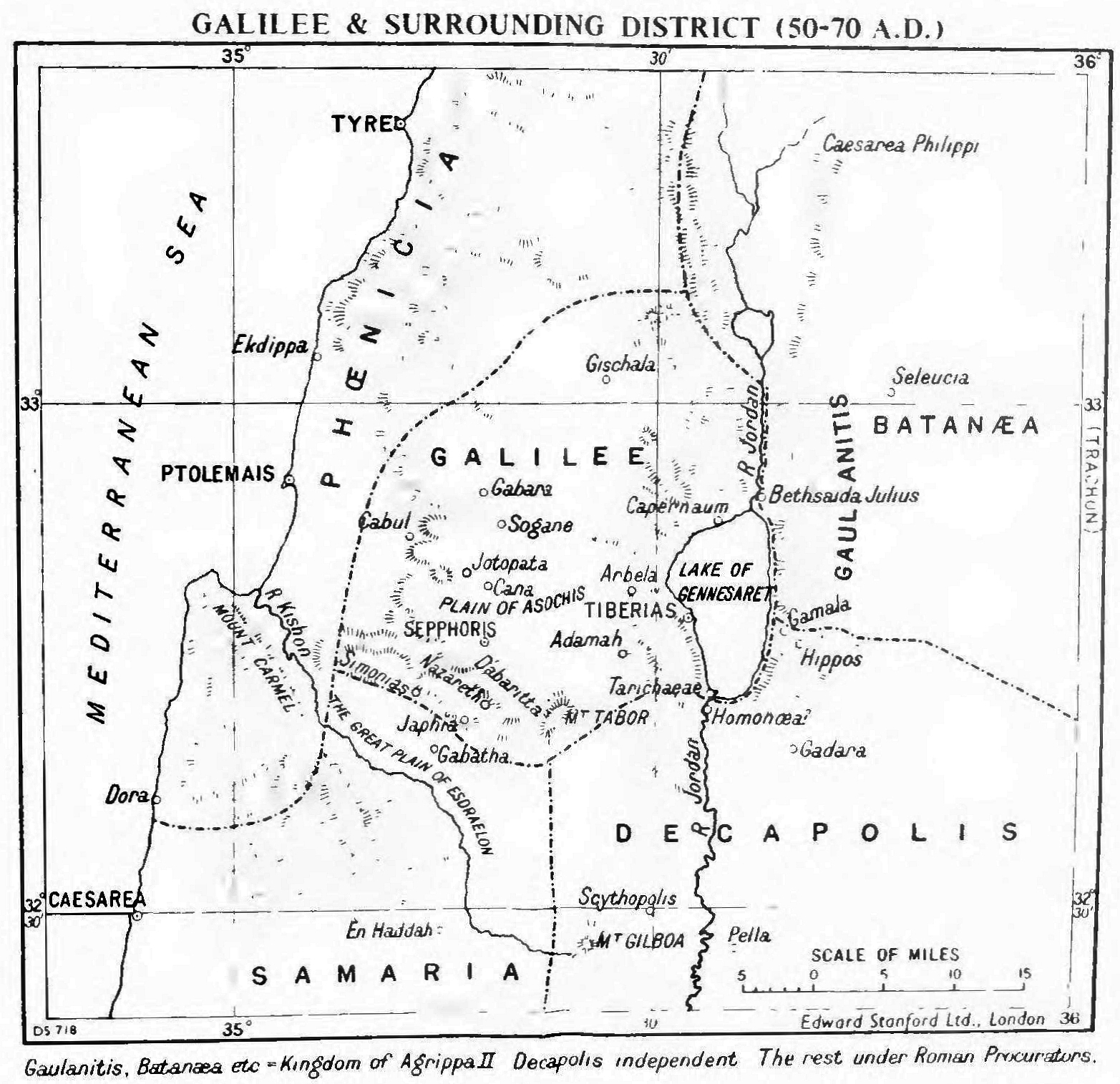
Galiläa und Umgebung, die beiden wichtigen Städte Sepphoris und Tiberias sind optisch hervorgehoben. Jotapata erkennt man nördlich von Sepphoris. (Illustration einer Ausgabe des Jüdischen Krieges von 1927)

Strategisch war Galiläa von großer Bedeutung, da absehbar war, dass die römische Armee von Norden her auf Jerusalem vorrücken würde. Im Bellum lässt Josephus zahlreiche Orte befestigen und trainiert seine Kämpfer nach römischer Art. Louis H. Feldman kommentiert: Natürlich sei es möglich, dass Josephus große militärische Leistungen vollbrachte, genauso gut könne er aber antike Militärhandbücher bei der Abfassung des Bellum abgeschrieben haben, da sein Bericht über die eigenen Maßnahmen dem dort empfohlenen Vorgehen auffällig entspreche.
Die Vita erzählt, wie politische Gegner Josephus mehrfach in Bedrängnis brachten, er aber die Situation jedes Mal zum eigenen Vorteil wandelte. Im Sinne seines Geheimauftrags geht es in der Vita nicht um eine effektive Verteidigung Galiläas, sondern um ein Ruhighalten der Bevölkerung und Abwarten, was die römische Armee unternehmen würde, und so zieht ihr Held anscheinend planlos wochenlang von Dorf zu Dorf.
Was der historische Josephus zwischen dem Dezember 66 und dem Mai 67 tat, kann nur vermutet werden. So nimmt Seth Schwartz an, dass er einer von mehreren jüdischen Warlords gewesen sei, die in Galiläa konkurrierten, ein „auf eigene Faust handelnder Abenteurer“ und damit weniger Repräsentant staatlicher Ordnung als Symptom für das politische Chaos. In Galiläa gab es schon vor Kriegsbeginn bewaffnete Gruppen. Josephus habe versucht, aus diesen unorganisierten Banden ein Söldnerheer zu schaffen. Damit sei er ziemlich erfolglos gewesen und habe mit seiner Miliz von einigen hundert Leuten nur eine schmale Machtbasis in dem Ort Tarichaeae am See Genezareth gehabt, so Schwartz. Er stützt seine Analyse auf die Vita:
- Sepphoris, eine von zwei wichtigen Städten Galiläas, blieb strikt romtreu.
- Tiberias, die andere größere Stadt, entschied sich für den Widerstand, aber unterstellte sich nicht dem Kommando des Josephus.
- „Die ländlichen Gegenden beherrschte eine wohlhabende und gut vernetzte Persönlichkeit“, nämlich Johannes von Gischala. Er war später einer der führenden Verteidiger Jerusalems, wurde im Triumphzug der Flavier mitgeführt und verbrachte den Rest seines Lebens in römischer Kerkerhaft.

Im Frühjahr und Sommer des Jahres 67 trafen drei römische Legionen in Galiläa ein, verstärkt durch Hilfstruppen und Heere von Klientelkönigen, insgesamt rund 60.000 Soldaten unter dem Kommando des Vespasian. Dieser Übermacht konnten die Aufständischen nicht in einer Schlacht gegenübertreten. Josephus hatte aber wohl wirklich vor, die römische Armee aufzuhalten. Nachdem er Gabara eingenommen hatte, rückte Vespasian in Richtung auf Jotapata vor. Josephus kam ihm von Tiberias her entgegen und verschanzte sich in dieser Bergfestung. Die Entscheidung, gerade hier den Kampf mit Rom zu suchen, zeigt Josephus’ militärische Unerfahrenheit.
Die Verteidigung von Jotapata stellt Josephus im Bellum ausführlich dar. 47 Tage hielt Jotapata der Belagerung stand, wurde aber schließlich erobert. Was dann folgt, macht den Eindruck einer literarischen Fiktion: Josephus habe sich „mitten durch die Feinde hindurchgestohlen“ und sei in eine Zisterne gesprungen, von dort in eine Höhle gelangt, wo er auf 40 vornehme Jotapatener traf. Zwei Tage harrten sie aus, dann wurde ihr Versteck verraten. Ein römischer Freund des Josephus überbrachte das Angebot Vespasians: Kapitulation gegen Leben. Josephus habe sich nun auf sein Priestertum besonnen, seine Qualifikation, heilige Schriften zu interpretieren und prophetische Träume zu empfangen. Er betete:

„Da es dir gefällt, dass das Volk der Juden, das du geschaffen hast, in die Kniee sinkt, und alles Glück zu den Römern übergegangen ist, so übergebe ich mich aus freien Stücken den Römern und bleibe am Leben. Ich rufe dich zum Zeugen an, dass ich diesen Schritt nicht als Verräter, sondern als dein Diener tue.“

Von prophetischen Träumen war bisher keine Rede, und das Anrufen Gottes zum Zeugen gehört nicht zum Gebets-, sondern zum Eidesformular: Diese Elemente begründen für den Leser, warum Josephus nicht heroisch sterben, sondern überleben muss. Josephus ergibt sich wohlgemerkt nicht deshalb, weil Widerstand gegen Rom sinnlos wäre, sondern weil er eine prophetische Botschaft auszurichten hat. Die 40 Jotapatener waren aber zum Selbstmord entschlossen. Josephus schlug vor, das Los entscheiden zu lassen, wer als Nächstes getötet werden sollte. Josephus und ein Mann, den er vereinbarungsgemäß hätte umbringen müssen, blieben als letzte übrig und ergaben sich den Römern. Dass Josephus das Losverfahren manipulierte (siehe Josephus-Problem), ist ein naheliegender Verdacht; ausdrücklich steht das allerdings nur in der mittelalterlichen altslawischen Übersetzung des Bellum.

### Im römischen Lager

#### Gefangener Vespasians

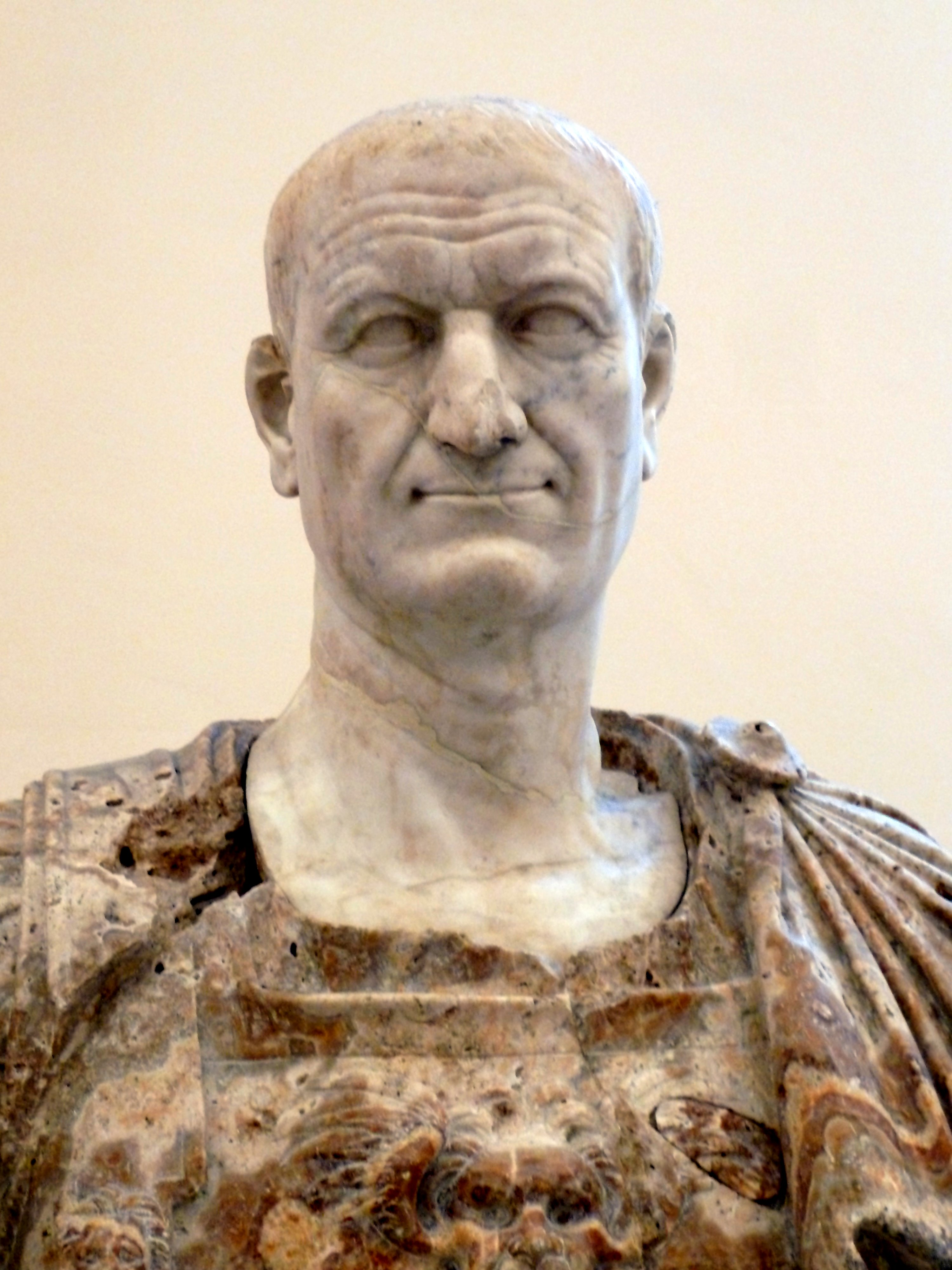
Marmorbüste des Vespasian (Farnesische Sammlungen, Archäologisches Nationalmuseum Neapel)

Laut Josephus begab sich Vespasian schon wenige Tage nach dem Fall Jotapatas nach Caesarea Maritima. Dort verbrachte Josephus zwei Jahre als Kriegsgefangener in Ketten. Da er ein Usurpator war, hatte für Vespasians späteres Kaisertum die Legitimation durch Gottheiten große Bedeutung. Und er erhielt solche Omina, unter anderem vom Gott der Juden.

„In Iudaea befragte er einmal das Orakel des Gottes vom Karmel. Die Orakelsprüche machten ihn sehr zuversichtlich, insofern sie zu versprechen schienen, daß ihm das gelingen werde, was er sich in den Kopf setze und plane, mochte es auch noch so Bedeutendes sein. Und Josephus, einer von den vornehmen Gefangenen, versicherte zuversichtlich und sehr entschieden, als man ihn in Fesseln legte, daß er genau von diesem Mann in Kürze befreit werde, dann aber sei er bereits Kaiser.“

Tacitus erwähnte das Orakel auf dem Berg Karmel und ließ die Prophezeiung des Josephus aus. Durch Erwähnungen bei Sueton und Cassius Dio ist aber wahrscheinlich, dass „Josephus’ Spruch in die offizielle römische Omina-Liste Eingang gefunden hat.“ Wenn man die Datierung von Josephus’ Gefangennahme ins Jahr 67 akzeptiert, so sprach er Vespasian zu einem Zeitpunkt als künftigen Kaiser an, als Neros Herrschaft zwar ins Wanken geraten, Vespasians Aufstieg aber noch nicht absehbar war. Der Text des Bellum ist verderbt; Reinhold Merkelbach schlägt eine Konjektur vor und paraphrasiert den im Orakelstil gehaltenen Spruch des Josephus so: 

„Du willst mich zu Nero schicken? Meinst du denn, daß dies noch möglich ist (= lebt er denn überhaupt noch)? Auf wie lange Zeit werden denn die Nachfolger Neros (an der Regierung) bleiben? Du selbst bist Imperator […]“

Man hat vermutet, dass Josephus ihm nur militärischen Erfolg vorhergesagt habe, oder dass Vespasian bereits zu diesem Zeitpunkt entsprechende Ambitionen hegte und die Prophezeiung in einer Art kreativem Zusammenwirken zwischen dem Feldherrn und seinem Gefangenen entstand.
Wie die Darstellung bei Sueton und Cassius Dio zeigt, hatte Josephus die Erfüllung seiner Prophezeiung mit seinem Statuswechsel in der Weise verknüpft, dass Vespasian ihn freilassen musste, um die Prophezeiung für sich nutzen zu können. Andernfalls wäre Josephus’ Fähigkeit, die Zukunft vorherzusehen, entwertet worden. Am 1. Juli 69 proklamierten die in Ägypten stationierten Legionen Vespasian als Kaiser. Die Freilassung des Josephus erfolgte im Anschluss daran. Seine Kette wurde mit einer Axt durchschlagen, um das Stigma der Gefangenschaft zu entfernen. Vespasian nahm ihn im Oktober 69 als Symbol seines legitimen Anspruchs auf den Thron mit nach Ägypten. Er weilte etwa acht Monate in Alexandria, wahrte so Distanz zu den Grausamkeiten des Bürgerkriegs und wartete die Entwicklung in Rom ab. Vespasian empfing weitere Omina und trat selbst als Wundertäter auf. Man sieht darin Inszenierungen und Propagandamaßnahmen zugunsten des künftigen Kaisers. In dieser Phase gab es wohl kaum Kontakte mit Josephus, der die Zeit privat nutzte und eine Alexandrinerin heiratete.

#### Im Gefolge des Titus
Mit Titus kam Josephus im Frühjahr 70 von Ägypten nach Judäa und war Zeuge der Belagerung Jerusalems. Er diente den Römern als Dolmetscher und befragte Überläufer und Gefangene. Josephus schrieb, er sei durch beide Kriegsparteien in Gefahr gewesen. Die Zeloten versuchten, ihn, den Verräter, in ihre Gewalt zu bekommen. Andererseits missbilligten einige Militärangehörige, dass sich Josephus im römischen Lager aufhielt, denn er bringe Unglück.
Josephus legte Wert darauf, dass er sich nicht an Plünderungen im eroberten Jerusalem beteiligt habe. Titus habe ihm erlaubt, sich aus den Trümmern zu nehmen, was immer er wolle. Er habe aber nur gefangene Jerusalemer aus der Sklaverei freigebeten und „heilige Bücher“ aus der Kriegsbeute als Geschenk erhalten. Steve Mason kommentiert: Das Interesse an Büchern zeichnete Josephus stets aus, und die Zerstörung Jerusalems und des Tempels habe manch wertvolles Manuskript der Privatbibliothek des Josephus hinzugefügt. Mit dem Freibitten von Kriegsgefangenen erwies sich Josephus als aristokratischer Wohltäter seiner Freunde. Auch seinen Bruder Matthias konnte er auf diese Weise retten.

### Schriftsteller im Rom der Flavier
Die Bevölkerung in der Metropole Rom war sehr heterogen. Glen W. Bowersock hebt eine Zuwanderergruppe hervor: Eliten aus den Provinzen, die von Angehörigen der römischen Verwaltung nach Rom „transplantiert“ wurden, um im Sinne ihres Patrons literarische Werke zu verfassen. Dionysios von Halikarnassos verfasste eine monumentale Geschichte Roms, während Nikolaos von Damaskus eine Weltgeschichte verfasste, die Josephus später ausgiebig benutzte. Beide können als Rollenvorbilder für Josephus gesehen werden.

„Und als er [Titus] sich nach Rom einschiffte, nahm er mich mit an Bord und erwies mir alle Ehre. Nach unserem Eintreffen in Rom widerfuhr mir besondere Fürsorge von Seiten Vespasians: Er gab mir nämlich Herberge in dem Haus, das er vor seinem Herrschaftsantritt bewohnt hatte, würdigte mich des römischen Bürgerrechts und gewährte mir finanzielle Unterstützung […]“

Josephus kam im Frühsommer 71 in Rom an. Als einer von vielen Klienten des flavischen Kaiserhauses wurde für seine Unterbringung gesorgt. Da er nicht in der kaiserlichen Residenz auf dem Palatin wohnte, sondern in der Domus der Flavier auf dem Quirinal, kann man daraus nicht schließen, dass Josephus leichten Zugang zum Kaiserhaus hatte und politischen Einfluss ausüben konnte. Sueton erwähnte, dass Vespasian lateinischen und griechischen Rhetoren jährlich hundert Silberdenare zugeteilt habe. Man nimmt an, dass auch Josephus in den Genuss dieser kaiserlichen Pension kam. Die Vergünstigungen, die Josephus in der Vita aufführte, reihten ihn nach Meinung von Zvi Yavetz unter Mediziner, Magier, Philosophen und Spaßmacher ein – die weniger wichtigen Personen in der Entourage des Titus.

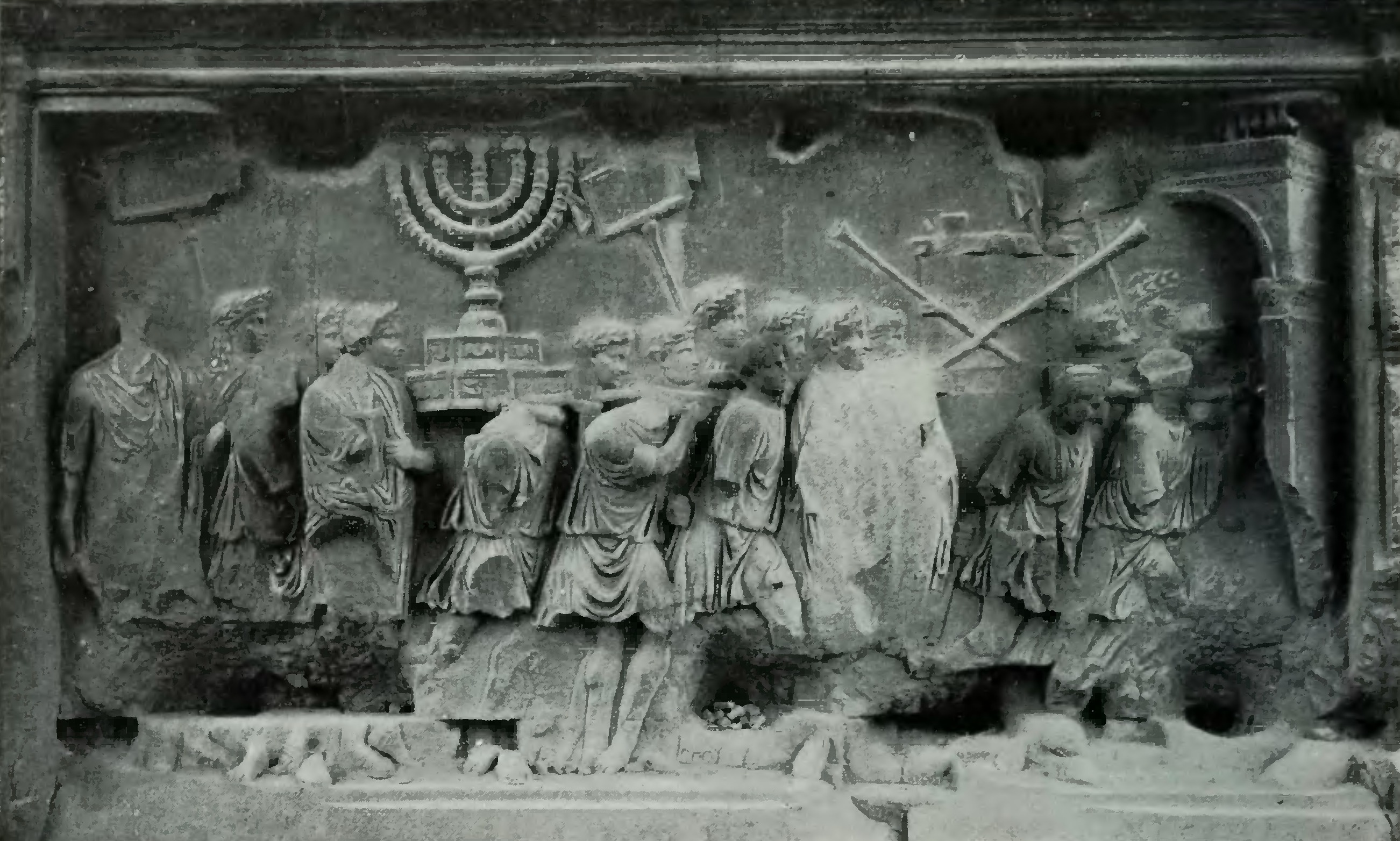
Menora und Schaubrottisch des Jerusalemer Tempels beim Triumphzug der Flavier, Relief des Titusbogens (Historische Fotografie, 1908)

Der Triumph, den Vespasian und Titus im Jahr 71 in Rom für ihren Sieg über Judäa feierten, wurde von Josephus besonders farbig und detailreich beschrieben. Es ist die umfassendste zeitgenössische Beschreibung eines kaiserzeitlichen Triumphzugs. Für die große jüdische Bevölkerung Roms muss dieses Ereignis schwer erträglich gewesen sein. Umso erstaunlicher ist, dass Josephus den Feierlichkeiten im Bellum eine fröhliche Note gab und die im Tempel erbeuteten Kultgeräte als Hauptattraktionen darstellte. Anscheinend fand er einen gewissen Trost darin, dass Schaubrottisch und Menora später im Templum Pacis an einem würdigen Ort aufgestellt waren. Der Tempelvorhang und die Torarolle wurden nach dem Triumph im kaiserlichen Palast aufbewahrt, insofern von Vespasian unter seinen Schutz genommen – wenn man versuchte, dem etwas Positives abzugewinnen. Josephus’ Beschreibung des Triumphs im Bellum hob die Traditionstreue der Flavier hervor (was deren Selbstverständnis entsprach); die Gebete und Opfer, die den Triumphzug begleiteten, geschahen laut Josephus genau nach alter römischer Sitte – dass sie zum Kult des Jupiter Capitolinus gehörten, blendete er aus. Man kann vermuten, dass er, der Vespasian das Kaisertum prophezeit hatte, im Triumphzug auch zur Schau gestellt wurde; darüber verlautet aber bei Josephus nichts.
Hannah M. Cotton und Werner Eck zeichnen das Bild eines in Rom vereinsamten und sozial isolierten Josephus; symptomatisch dafür sei die Widmung dreier Werke in den 90er Jahren an einen Mäzen namens Epaphroditos. Dabei könne es sich nicht um den gleichnamigen Freigelassenen Neros handeln, denn der fiel etwa gleichzeitig mit dem Erscheinen von Josephus’ Werken in Ungnade. Wahrscheinlich sei Epaphroditos von Chaeronea gemeint – hochgebildet und wohlhabend, aber kein Mitglied der sozio-politischen Elite.
Auch Jonathan Price vermutet, dass Josephus keinen Zugang zu literarischen Zirkeln der Hauptstadt fand, schon allein, weil sein Griechisch nicht so makellos war, dass er in diesen Kreisen eigene Texte hätte vortragen können. Etwas anders urteilt Eran Almagor: An sich wurde hohe Sprachbeherrschung in der Zweiten Sophistik zwar vorausgesetzt. Aber auch Nicht-Muttersprachler konnten Erfolg haben, wenn sie ihre Außenseiterrolle und damit auch die Originalität (oder Hybridität) ihres Werks selbstbewusst thematisierten.
Tessa Rajak weist darauf hin, dass Josephus, als er in Rom wohnte, weiterhin Verbindungen in den östlichen Mittelmeerraum hatte: durch seine Landgüter in Judäa, vor allem aber durch seine Ehe mit einer vornehmen Jüdin aus Kreta. Josephus’ Werk enthält keine Information dazu, unter welchen Umständen er diese Frau bzw. ihre Familie kennenlernte.

### Ehen und Kinder
Josephus erwähnte seine Ehefrau und seine Mutter beiläufig in einer (literarischen) Rede, die er den Verteidigern des belagerten Jerusalems hielt. Beide befanden sich in der Stadt und starben offenbar dort. Als Josephus in römischer Gefangenschaft war, veranlasste Vespasian, dass er „ein einheimisches Mädchen von den kriegsgefangenen Frauen aus Caesarea“ heiratete. Als Priester hätte Josephus die Ehe mit einer Kriegsgefangenen eigentlich nicht eingehen dürfen. Diese Frau trennte sich später auf eigene Initiative von Josephus, als dieser freigelassen wurde und Vespasian nach Alexandria begleitete. Er ging darauf in Alexandria die dritte Ehe ein. Josephus und die anonyme Alexandrinerin hatten drei Kinder, von denen ein Sohn Hyrkanos (geboren 73/74) das Erwachsenenalter erreichte. Als er dann in Rom wohnte, schickte Josephus seine Frau fort, da ihm ihre „Charaktereigenschaften […] missfielen“. Er heiratete ein viertes Mal; diese Ehe beschreibt er als glücklich: Seine Frau war „in Kreta zu Hause, von Geburt aber Jüdin […], ihre Eltern waren überaus vornehm […], ihr Charakter zeichnete sie vor allen Frauen aus […].“ Aus dieser Ehe stammten zwei Söhne namens Justus (geboren 76/77) und Simonides Agrippa (geboren 78/79). Es ist kein Zufall, dass Josephus die Namen der Frauen in seiner Familie verschweigt. Das entspricht der römischen Gepflogenheit, Frauen nur mit dem Namen ihrer gens zu bezeichnen.

### Letzte Lebensjahre
In der Vita erwähnt Josephus den Tod Herodes Agrippas II. Photios I. notierte im 9. Jahrhundert, Agrippas Todesjahr sei das „dritte Jahr Trajans“, d. h. das Jahr 100. Davon ist die in der Literatur oft zu findende Angabe abgeleitet, Flavius Josephus sei nach 100 n. Chr. verstorben. Jedoch datieren viele Historiker den Tod des Agrippa auf 92/93. Dann ist wahrscheinlich, dass Flavius Josephus noch vor dem Sturz Domitians (8. September 96) verstarb oder zumindest seine schriftstellerische Tätigkeit beendete. Dafür spricht, dass sich in seinem Werk keine Bezugnahme auf die Kaiser Nerva oder Trajan findet.

## Werk

### Sprachkenntnisse
Josephus wuchs zweisprachig aramäisch-hebräisch auf. Er eignete sich bereits in früher Kindheit gute griechische Sprachkenntnisse an, erhielt aber wohl keinen literarisch-rhetorischen Unterricht. Nach eigener Einschätzung beherrschte er Griechisch schriftlich besser als mündlich. Seine Werke sind typische Beispiele für den Attizismus, wie er als Reaktion auf das Koine-Griechisch in der Kaiserzeit kultiviert wurde. Nach dem sehr guten Griechisch des Bellum fallen Antiquitates und Vita qualitativ ab; mit Contra Apionem wird noch einmal ein höheres Sprachniveau erreicht.
Da er in Rom wohnte, waren Lateinkenntnisse für Josephus unverzichtbar. Er thematisierte sie nicht, aber die Indizien sprechen dafür: Alle griechischen Schriften des Josephus zeigen einen starken Einfluss des Lateinischen, sowohl auf die Syntax als auch auf das Vokabular. Dieser blieb konstant hoch, während die aramäische Färbung im Lauf der Zeit nachließ.

### Aramäisches Erstlingswerk
Im Vorwort des Bellum erwähnte Josephus, dass er zuvor eine Schrift über den Jüdischen Krieg „für die innerasiatischen Nichtgriechen in ihrer Muttersprache zusammengestellt und übersandt“ habe. Diese Schrift ist nicht erhalten, sie wird nirgendwo sonst erwähnt oder zitiert. Es könnte sich dabei zum Beispiel um eine Gruppe von aramäischen Briefen handeln, die Josephus vielleicht noch während des laufenden Krieges an Verwandte im Partherreich richtete. Jonathan Price merkt hierzu an, dass Josephus sein erstes Publikum im Osten gesucht habe. Er vermutet, dass Josephus auch später in Rom bei Lesern mit Wurzeln im östlichen Mittelmeerraum am ehesten Erfolg hatte.
Die ältere Forschung nahm an, dass Josephus’ Werke als Auftragsarbeiten der flavischen Propaganda entstanden seien. Eine aramäische Propagandaschrift ist jedoch unplausibel, da ein griechisch verfasster Text auch im Partherreich verständlich und in seiner politischen Aussage leichter kontrollierbar gewesen wäre.

### Jüdischer Krieg (Bellum Judaicum)
Bald nach seiner Ankunft in Rom (71 n. Chr.) begann Josephus, wohl aus eigenem Antrieb, mit der Arbeit an einem Geschichtswerk über den Jüdischen Krieg. Mitarbeiter „für die griechische Sprache“ unterstützten ihn, wie er später rückblickend schrieb. Die Forschungsmeinungen zum Beitrag dieser Mitarbeiter gehen weit auseinander: Vertreter der Maximalposition nehmen an, dass Unbekannte mit klassischer Bildung erheblich am Text mitgeschrieben hätten. Eine Minimalposition dagegen wäre die Annahme, Josephus habe seine Texte vor Veröffentlichung sicherheitshalber auf sprachliche Fehler durchsehen lassen. Das Bellum ist jedenfalls keine erweiterte Übersetzung aus dem Aramäischen, sondern ein von vornherein für ein römisches Publikum entworfenes Werk.

Wenn die Schriftstellerei seine eigene Idee war, heißt das nicht, dass Josephus objektiv über den Krieg schreiben konnte oder wollte. Da er in einem Klientenverhältnis zu den Flaviern stand, war es selbstverständlich, sie positiv darzustellen. „Das flavische Haus musste als nicht befleckter Sieger aus dem Konflikt mit dem jüdischen Volk hervorgehen,“ so Werner Eck. Die Hauptschuld hatten demnach die frevlerischen Zeloten, die den Tempel immer mehr besudelten und die ganze Jerusalemer Bevölkerung mit sich ins Verderben rissen: 

„Wer die Hand der Römer gegen deren Willen zum Eingreifen nötigte und das Feuer auf den Tempel fliegen ließ, das waren die Tyrannen der Juden.“

 Aber Rom sollte eine Mitschuld am Ausbruch des Krieges haben. Josephus ließ im Bellum eine Reihe von unfähigen Präfekten auftreten, weil er nicht wagen konnte, ihre Vorgesetzten zu kritisieren, die senatorischen Statthalter von Syrien.
Josephus bekannte sich im Vorwort zur akribisch-genauen Geschichtsschreibung in der Art eines Thukydides, kündigte aber auch an, über das Unglück seiner Heimat klagen zu wollen – ein deutlicher Stilbruch, der nicht jedem antiken Leser gefallen haben dürfte. Seine dramatisch-poetische Geschichtsschreibung erweiterte die etablierte Form der Kriegsdarstellung um die Perspektive der leidenden Bevölkerung. Blut fließt in Strömen, am See Genezareth und in den Gassen Jerusalems verwesen die Leichen. Josephus verband Selbsterlebtes und Symbolisches zu eindrücklichen Bildern der Kriegsgräuel: Ausgehungerte Flüchtlinge essen sich gierig satt und sterben am Übermaß. Auxiliarsoldaten schlitzen Überläufern den Leib auf, weil sie Goldmünzen in den Eingeweiden zu finden hoffen. Die vornehme Jüdin Maria schlachtet ihren Säugling und kocht ihn.

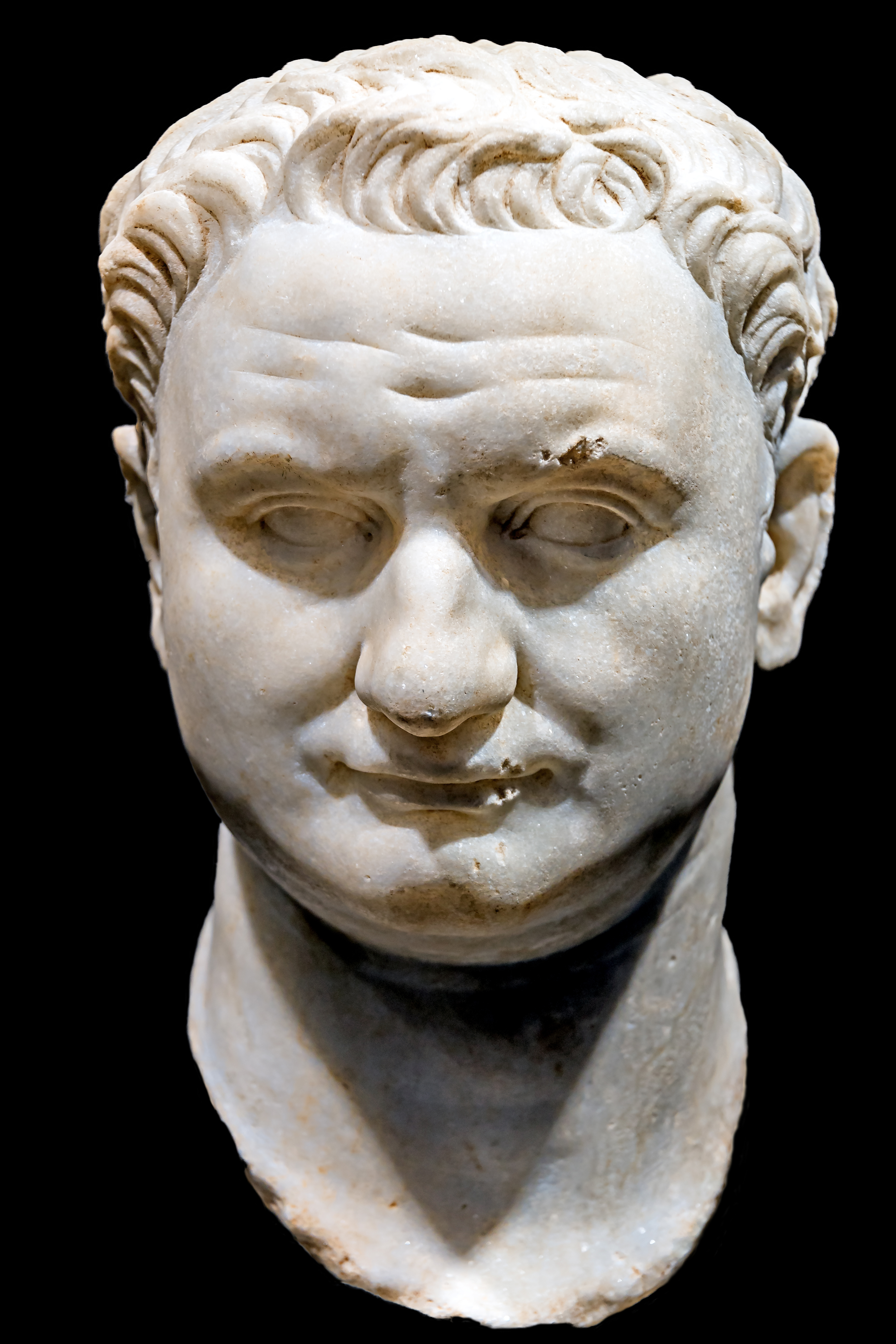
Marmorbüste des Titus (Castello Barbacane, Pantelleria)

Das Titusbild des Josephus ist ambivalent. Für die Grausamkeit, die diesem nachgesagt wurde, liefert das Bellum Anschauungsmaterial und zugleich Entschuldigungen. Ein Beispiel: Titus schickt täglich Reiterabteilungen aus, um arme Jerusalemer aufzugreifen, die sich auf Nahrungssuche aus der Stadt gewagt haben. Diese lässt er foltern und dann in Sichtweite der Stadt kreuzigen. Titus habe Mitleid mit diesen Menschen gehabt, aber er habe sie ja nicht ziehen lassen können, so viele Gefangene könne man nicht bewachen, und schließlich: Ihr qualvoller Tod sollte die Verteidiger Jerusalems zur Aufgabe bewegen. Das Bellum hält nämlich die Fiktion aufrecht, dass (dank der Milde des Titus) alles hätte gut werden können, wenn nur die Zeloten eingelenkt hätten.
Dass Titus den Tempel habe schonen wollen, zieht sich als Leitmotiv durch das gesamte Werk, während alle anderen antiken Quellen den Schluss nahelegen, dass Titus den Tempel zerstören ließ. Um Titus von der Verantwortung für den Tempelbrand zu entlasten, nahm Josephus in Kauf, die Legionäre beim Vordringen aufs Tempelgelände als undiszipliniert darzustellen. Das wiederum stellte Titus und seinen Kommandeuren kein gutes Zeugnis aus. Die Mehrheit der heutigen Historiker hält wie bereits Jacob Bernays und Theodor Mommsen die Darstellung des Josephus für unplausibel und gibt der Version des Tacitus, die durch Sulpicius Severus überliefert ist, den Vorzug. Dass dies die offizielle Version war, zeigt auch eine beim Triumphzug mitgeführte Schautafel mit Darstellung des Tempelbrands. Tommaso Leoni vertritt die Minderheitsmeinung: Der Tempel sei gegen den Willen des Titus durch kollektive Disziplinlosigkeit der Soldaten niedergebrannt worden, aber nach der Einnahme der Stadt sei eine Belobigung der siegreichen Armee die einzige Möglichkeit gewesen. Was geschehen war, sei im Nachhinein als befehlsgemäß interpretiert worden.
Josephus brachte sein Werk nach Fertigstellung auf die übliche Weise in Umlauf, indem er Kopien an einflussreiche Personen verteilte.

„Ich hatte dabei ein so enormes Vertrauen in die Wahrheit (meines Berichts), dass es mir angemessen schien, zuallererst die obersten Feldherrn des Krieges, Vespasian und Titus, zu Zeugen zu nehmen. Ihnen zuerst nämlich gab ich die Bücher und nach jenen vielen Römern, die auch Teilnehmer des Krieges gewesen waren; dann aber vermochte ich sie auch vielen der Unsrigen zu verkaufen.“

Titus sei vom Bellum so angetan gewesen, dass er es zum maßgeblichen Bericht über den Jüdischen Krieg erklärte und mit seiner Unterschrift veröffentlichen ließ, so die Vita. James Rives vermutet, dass Titus zunehmend daran interessiert war, als gnädiger Caesar zu gelten, und daher das Bild billigte, das Josephus im Bellum von ihm entwarf.
Das letzte im Buch erwähnte Datum ist die Einweihung des Templum Pacis im Sommer 75. Da Vespasian im Juni 79 starb, war Josephus’ Werk offenbar schon vor diesem Datum so weit fertiggestellt, dass er es ihm präsentieren konnte.

### Jüdische Altertümer (Antiquitates Judaicae)
Josephus gab an, dieses umfangreiche Werk im 13. Jahr der Herrschaft Domitians (93/94 n. Chr.) abgeschlossen zu haben. Er konzipierte die 20 Bücher der Jüdischen Altertümer nach dem Vorbild der Römischen Altertümer, die Dionysios von Halikarnassos ein Jahrhundert vor ihm verfasst hatte, ebenfalls 20 Bücher. Altertümer (ἀρχαιολογία archaiología) hat hier den Sinn von Frühgeschichte.
Das Hauptthema der Antiquitates wird am Anfang programmatisch vorgestellt: Aus dem Lauf der Geschichte könne der Leser erkennen, dass die Befolgung der Tora (der „vortrefflichen Gesetzgebung“) zu einem gelingenden Leben verhelfe (εὐδαιμονία eudaimonía „Lebensglück“). Josephus zufolge sollten sich Juden und Nichtjuden gleichermaßen daran orientieren. Von der Schöpfung bis zum Vorabend des Krieges gegen Rom (66 n. Chr.) wird die Geschichte in chronologischer Ordnung erzählt. Dabei folgte Josephus zunächst der biblischen Darstellung, deren Stoffe er teilweise neu arrangierte. Obwohl er behauptete, er habe die heiligen Texte genau übersetzt, war seine eigene Leistung in den Antiquitates nicht Übersetzung, sondern freie, am Publikumsgeschmack orientierte Nacherzählung. Sprachkenntnis und Zugang zum hebräischen Text hatte er wohl, aber er nutzte bereits existierende griechische Übersetzungen, weil das seine Arbeit erheblich erleichterte. Er markierte in Buch 11 nicht, wo seine Bibel-Paraphrase endet, und erweckte so den Eindruck, die Antiquitates seien insgesamt eine Übersetzung jüdischer heiliger Schriften ins Griechische.
Josephus musste in seiner Darstellung der Hasmonäer (Bücher 12–14) den naheliegenden Gedanken abwehren, dass ihr Freiheitskampf gegen die Seleukiden 167/166 v. Chr. mit dem Aufstand der Zeloten gegen Rom 66 n. Chr. vergleichbar sei. Die wichtigste Quelle ist das 1. Buch der Makkabäer (1 Makk), das Josephus in griechischer Übersetzung vorlag. Dieses Werk ist wahrscheinlich noch unter der Regierung des Johannes Hyrkanos oder in den ersten Jahren des Alexander Jannäus niedergeschrieben worden (um 100 v. Chr.). Es stand im Dienst der hasmonäischen Herrschaftslegitimation; für 1 Makk waren die Hasmonäer keine Partei, die mit anderen konkurrierte, sondern Kämpfer für „Israel“, ihre Anhänger waren das „Volk“, ihre innenpolitischen Gegner sämtlich „Gottlose“. Josephus behauptete in der Vita, mit den Hasmonäern verwandt zu sein, und gab seinem Sohn den dynastischen Namen Hyrkanos. Aber in den Antiquitates entfernte er die dynastische Propaganda, die er in 1 Makk las. Josephus definierte in Contra Apionem, was aus seiner Sicht einen Krieg legitimierte: „Die übrigen Beeinträchtigungen ertragen wir gelassen, doch sobald jemand uns zum Antasten unserer Gesetze zwingen will, fangen wir Kriege an auch als die Schwächeren, und bis zum Äußersten halten wir im Unglück aus.“ Diese Motive trug Josephus in seine Paraphrase von 1 Makk ein. Erkämpft wurde also die Freiheit, nach den traditionellen Gesetzen zu leben – wenn nötig, auch zu sterben. Das Bild des Dynastiegründers Simon ist weniger euphorisch als in 1 Makk; Johannes Hyrkanos wird zwar als Herrscher gewürdigt, sein Regierungshandeln im Einzelnen aber kritisiert. Bei Alexander Jannäus relativieren seine Grausamkeit und die unter seiner Regierung zunehmenden innenpolitischen Spannungen die territorialen Gewinne, die er mit seiner aggressiven Außenpolitik erzielte.
Während er für die Regierungszeit des Herodes (Bücher 15–17) die Weltgeschichte des Nikolaos von Damaskus nutzen konnte, stand ihm für die Folgezeit keine so hochwertige Quelle zur Verfügung. Buch 18, das die Zeit des Jesus von Nazareth und der Urgemeinde behandelt, ist daher „Patchwork“. Zu Pontius Pilatus, der schon im Bellum als einer der Präfekten der Vorkriegszeit erwähnt wurde, hatte Josephus relativ viele Informationen. Daniel R. Schwartz vermutet, dass er in Rom Archivalien einsehen konnte, die im Zusammenhang mit der Anhörung des Pilatus über seine Amtsführung entstanden waren.

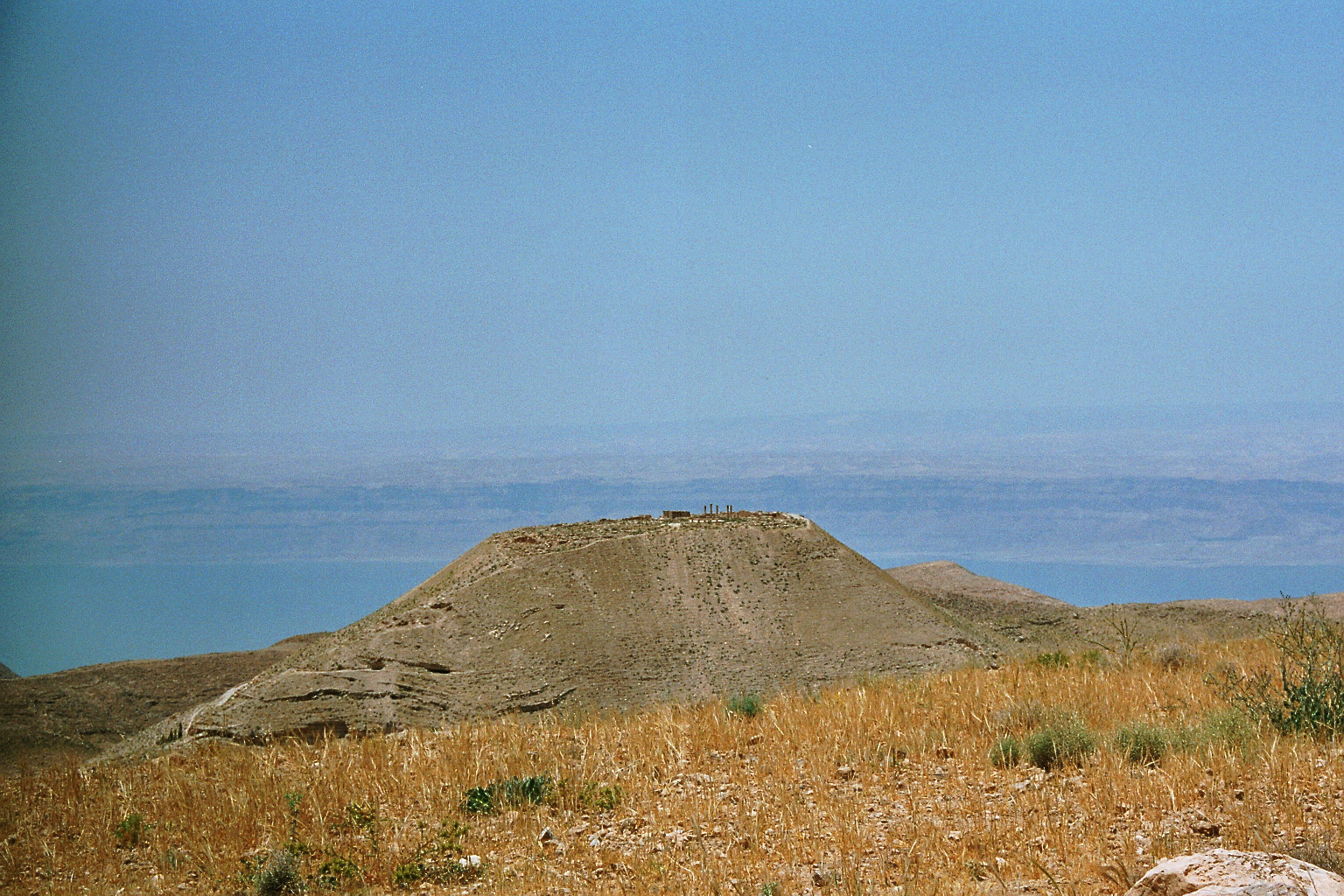
Die Palastfestung Machaerus am Ostufer des Toten Meers war nach Josephus der Hinrichtungsort Johannes des Täufers. Die Autoren des Neuen Testaments erzählen von der Hinrichtung, nennen aber keinen Ort.

In der historisch-kritischen Exegese des Neuen Testaments besteht weitgehender Konsens, dass die Erwähnung des Jesus von Nazareth (Testimonium Flavianum) in der Spätantike christlich überarbeitet wurde. Der ursprüngliche Text des Josephus ist nicht sicher rekonstruierbar. Es ist aber nach Friedrich Wilhelm Horn wahrscheinlich, dass Josephus an dieser Stelle etwas zu den stadtrömischen Christen sagen wollte, von denen er in den Jahren seines Romaufenthalts gehört hatte. Er habe außerdem noch von früher her Informationen über Jesus gehabt, die ihn in Galiläa oder Jerusalem erreichten. Josephus stelle etwas verwundert fest, dass der „Stamm der Christen“ Jesus noch immer verehrte, obwohl er doch gekreuzigt worden sei. Allerdings ist das Testimonium Flavianum nicht gut in den Kontext eingebettet. Eine vollständige christliche Interpolation sei zwar unwahrscheinlich, so Horn, aber nicht auszuschließen.
Johannes der Täufer lehrte nach der Darstellung des Josephus eine ethische Lebensführung. Auch Josephus berichtet wie die synoptischen Evangelien darüber, dass Herodes Antipas den Täufer hinrichten ließ und dass viele Zeitgenossen diese Exekution kritisierten. Einen Zusammenhang zwischen Johannes dem Täufer und Jesus von Nazareth stellte Josephus nicht her. Im Gegensatz zum Testimonium Flavianum ist die Authentizität von Josephus’ Beschreibung des Täufers sehr wahrscheinlich. Dafür spricht sowohl ihre frühe Bezeugung bei Origenes, ihr typisch josephisches Vokabular und ihr Inhalt, der sich vom Täuferbild des Neuen Testaments markant unterscheidet.

### Aus meinem Leben (Vita)
Das Verfassen einer Autobiografie kam in den letzten Jahrzehnten der römischen Republik in Mode; die Vita des Josephus „stellt das älteste [erhaltene] Beispiel ihrer Gattung dar.“ Der Hauptteil befasst sich mit den wenigen Monaten, die der Verfasser als Militärführer in Galiläa zubrachte. Die römische Belagerung Jotapatas und die Gefangennahme des Josephus lässt die Vita aus. Sprachlich ist die Vita das schlechteste von Josephus’ Werken. Was Josephus mit diesem anscheinend eilig zusammengeschriebenen Text bezweckte, ist unklar. Er ist als Anhang zu den Antiquitates konzipiert, wurde also 93/94 n. Chr. oder kurz danach niedergeschrieben. Anzunehmen ist, dass die Vita sich genauso wie dieses große Werk an gebildete Nichtjuden in Rom wandte, die die jüdische Kultur interessant fanden. Die Vita rechnet durchgängig damit, dass das Publikum mit einem Aristokraten sympathisiert, der eine paternalistische Fürsorge für die einfachen Leute hat und sie deshalb mit taktischen Manövern ruhig zu halten versucht.
Der Großteil der Autobiographie ist der Auseinandersetzung mit Justus von Tiberias gewidmet. Dabei fallen zahlreiche Widersprüche zu Josephus’ Darstellung der Ereignisse in seinem Werk Der Jüdische Krieg auf. In seiner Vita verteidigt sich Josephus gegen Vorwürfe von Justus, die Juden während des Aufstandes an Rom verraten zu haben. Allerdings war von Josephus in Rom bekannt, dass er ein Militärführer der Aufständischen gewesen war, und nach seiner Eigendarstellung im Bellum sogar ein besonders gefährlicher Gegner Roms. Justus konnte in den 90er Jahren niemanden damit schockieren, dass er behauptete, der junge Josephus sei antirömisch eingestellt gewesen. Steve Mason schlägt deshalb eine andere Interpretation vor: dass Josephus in der Vita ständig von Rivalen herausgefordert und mit Vorwürfen konfrontiert wird, diene dem Zweck, den guten Charakter (ἦθος ẽthos) des Helden umso besser herauszustellen. Denn Rhetorik braucht Gegenpositionen, die sie argumentativ überwinden kann. Insofern braucht der Josephus der Vita Feinde. Uriel Rappaport dagegen sieht die Selbstdarstellung im Bellum und in der Vita in der Persönlichkeit des Autors begründet. Dieser habe darunter gelitten, dass er als Militärführer versagt habe und seine Bildung nach jüdischen und römischen Kriterien nur mäßig gewesen sei. Darum habe er in der literarischen Figur „Josephus“ ein ideales Selbst geschaffen: die Person, die er gern gewesen wäre.

### Über die Ursprünglichkeit des Judentums (Contra Apionem)
Das letzte Werk des Josephus, entstanden zwischen 93/94 und 96 n. Chr., setzt sich mit antiker Judenfeindschaft auseinander. In einem ersten Teil stellte Josephus heraus, dass das Judentum eine sehr alte Religion sei, obwohl es in den Werken griechischer Historiker nicht erwähnt wird (was nur deren Unwissenheit zeige). Sein Gegenüber waren die „klassischen Griechen“, nicht deren Nachkommen, Josephus’ Zeitgenossen. Um seine eigene Kultur zu verteidigen, griff er die kulturelle Vorherrschaft dieses Griechentums an. Im zweiten Hauptteil wandte sich Josephus den antijüdischen Klischees einzelner antiker Autoren zu. Darin eingeschoben ist eine positive Darstellung der jüdischen Verfassung (2,145–286), bei der die Stimmen der Kritiker zwischenzeitlich vergessen sind. Thematisch berührt sich dieser Teil mit der Darstellung des mosaischen Gesetzes in den Antiquitates, aber in Contra Apionem ist das jüdische Gemeinwesen weniger politisch als philosophisch aufgefasst. Josephus prägte dafür den Begriff Theokratie:

„Die einen überließen Monarchien, die anderen der Herrschaft weniger, andere jedoch den Volksmengen die Macht in den Gemeinwesen. Unser Gesetzgeber hingegen […] hat – wie man mit einem eigenwilligen Ausdruck sagen könnte – als Theokratie das Gemeinwesen entworfen, in welchem er Gott die Herrschaft und die Macht zuwies.“

 Josephus verstand Theokratie anders als der heutige Sprachgebrauch: ein Staat, in dem die politische Macht beim Klerus liegt. „In der von Josephus gemeinten Theokratie dagegen übt Gott seine Herrschaft gewissermaßen ‚direkt‘ aus.“ Dieses Gemeinwesen ist eine literarische Größe, von Josephus mit Blick auf ein römisches Publikum entworfen und mit „Toga tragenden Juden“ bevölkert (John M. G. Barclay), die sich an eigentlich altrömischen Werten orientieren: Liebe zum Landleben, Treue zu den traditionellen Gesetzen, Pietät gegenüber den Toten, restriktive Sexualmoral.
Wie sorgfältig Josephus seine Worte wählte, zeigt das Thema Bilderverbot. Die Gegenseite hatte kritisiert, dass Juden in ihren Synagogen für die Kaiser keine Statuen aufstellten. Josephus räumte ein: „Nun gut, Griechen und einige Andere meinen, es sei gut, Bilder aufzustellen.“ Dies habe Mose den Juden verboten. Das typisch römische Aufstellen von Statuen wird unter der Hand zur Sitte von „Griechen und einigen Anderen“. In Contra Apionem spielt der Autor immer wieder mit einem „Griechen“-Stereotyp: geschwätzig, unbeständig, unberechenbar und daher dem Rechtsdenken und der Würde, römischen Werten, entgegengesetzt (vgl. hierzu die rhetorische Strategie Ciceros in Pro Flacco). Andere Ehrenbezeugungen für die Kaiser und das Volk der Römer seien jedoch gestattet, vor allem die Opfer für den Kaiser. Josephus ignorierte, dass es den Tempel schon seit gut 20 Jahren nicht mehr gab. Er behauptete kontrafaktisch, dass dort auf Kosten aller Juden täglich für den Kaiser Opfer dargebracht würden.
In Vorbereitung auf Contra Apionem hatte sich Josephus offenbar intensiv mit Werken jüdischer Autoren aus Alexandria befasst. Er gab seinem Spätwerk auch stilistischen Glanz und ein neues, frisches Vokabular (zahlreiche Hapax legomena), was im Vergleich mit der kurz zuvor geschriebenen, schlichten Vita auffällt.

## Wirkungsgeschichte

### Römische Leser
„Von den damaligen Juden genoß Josephus weitaus das größte Ansehen, und zwar nicht bloß bei seinen Landsleuten, sondern auch bei den Römern. Er wurde in Rom sogar durch Aufstellung einer Bildsäule geehrt, und die von ihm verfaßten Schriften wurden der Aufnahme in die Bibliothek gewürdigt.“

Wenn diese Angabe des Eusebius von Caesarea überhaupt historisch verwertbar ist, war Josephus wohl eher wegen der Prophezeiung des Kaisertums für Vespasian bekannt denn als Autor. Die Spuren einer zeitgenössischen paganen Rezeption seines Werks sind nämlich gering. Gelegentliche Ähnlichkeiten zwischen dem Jüdischen Krieg und den Historien des Tacitus können auch damit erklärt werden, dass beide Autoren auf die gleichen Quellen zugriffen. Der Neuplatoniker Porphyrios zitierte einzelne Stellen des Bellum in seiner Schrift „Über die Enthaltung vom Beseelten“. Auch die Reden des Libanios (4. Jahrhundert) zeigen möglicherweise Kenntnisse von Josephus’ Werken.

### Christliche Leser

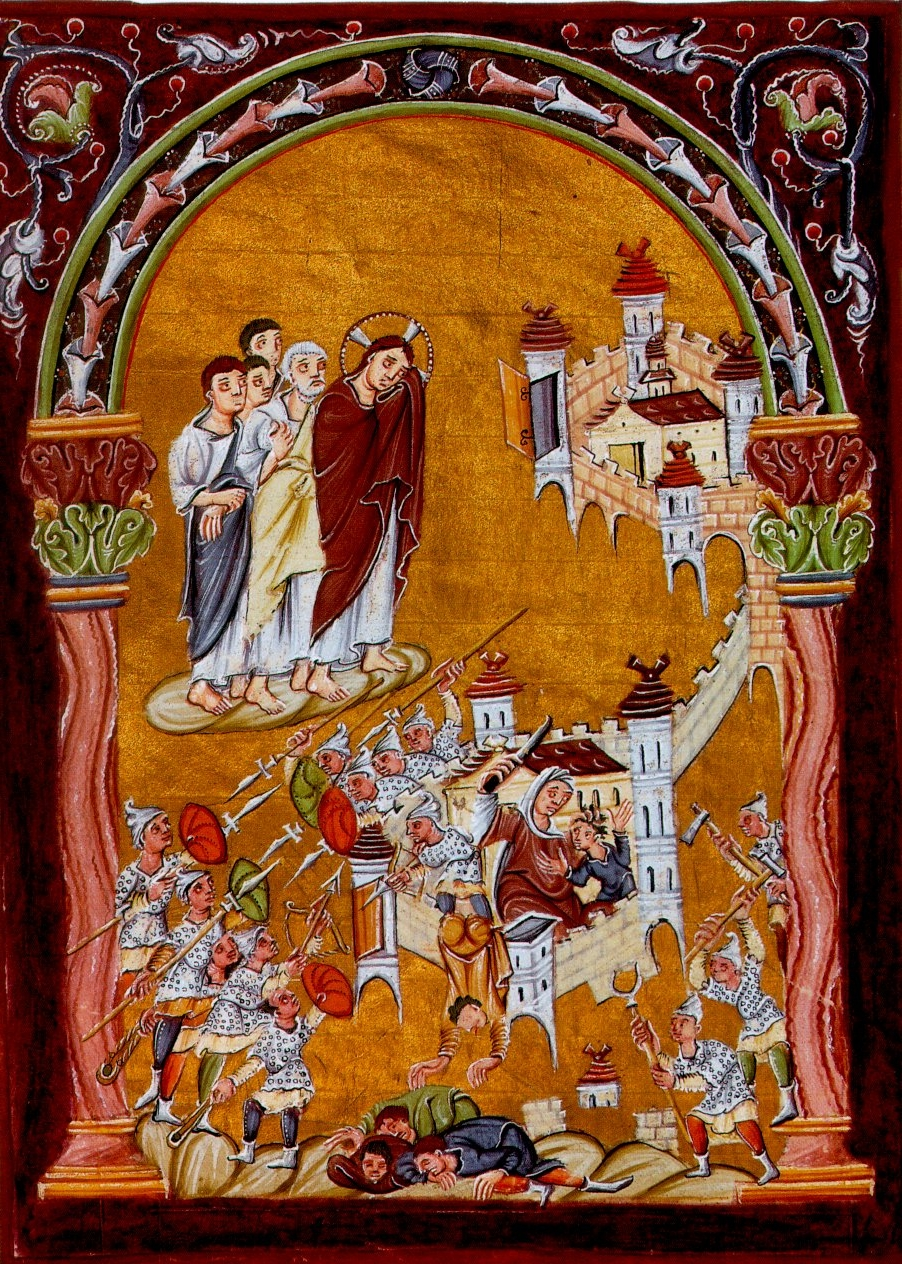
Oben: Jesus weint über Jerusalem. Unten: Römische Belagerung Jerusalems; in der Stadt tötet Maria ihr Kind (Evangeliar Ottos III., Bayerische Staatsbibliothek, Clm 4453, fol. 188v)

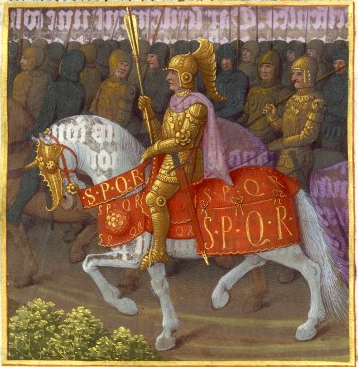
Vespasian als Feldherr. Buchmalerei von Jean Bourdichon in einer französischen Ausgabe von Antiquitates und Bellum, um 1470. (Französische Nationalbibliothek, NAF 21013, fol. 191r)

Josephus’ Werke wurden von Autoren der Alten Kirche häufig benutzt und gelangten wohl jetzt erst, verstärkt seit dem 3. Jahrhundert, zu größerer Bekanntheit. Für die Beliebtheit seiner Schriften bei Christen lassen sich folgende Gründe anführen:
- Er war der einzige nicht-christliche zeitgenössische Autor, der Jesus von Nazareth erwähnte (Testimonium Flavianum).
- Sein Bericht über die Zerstörung Jerusalems und des Tempels ließ sich als Erfüllung einer Prophezeiung Jesu lesen. Ein Text wie Lk 19,43–44 EU gilt vielen historisch-kritischen Exegeten als Vaticinium ex eventu: Ein ursprüngliches eschatologisches Drohwort des Jesus von Nazareth wurde demnach unter dem Eindruck der Kriegsereignisse überformt.[139] Für antike und mittelalterliche Theologen stellte sich das anders dar. Man konnte mit dem Bellum in der Hand beweisen, dass Jesu Worte sich buchstäblich erfüllt hatten. Dieses Argument findet man bei so verschiedenen Autoren wie Eusebius von Caesarea, Walahfrid Strabo, Johannes von Salisbury, Jacobus de Voragine oder Eike von Repgow[140] sowie vielen Späteren.
- Das Testimonium Flavianum wurde in seiner Wirkungsgeschichte „weit in den Schatten gestellt durch eine Umdeutung großen Stils, die nur als pseudohistorisch bezeichnet werden kann,“ so Heinz Schreckenberg: die Behauptung eines Kausalzusammenhangs zwischen der Kreuzigung Jesu und der Zerstörung Jerusalems.[141] Origenes beschuldigte Josephus, dass er verschleiere, warum Jerusalem wirklich zerstört worden sei: als göttliche Bestrafung der Juden für die Ablehnung von Jesus Christus.[142] In immer neuen rhetorischen Varianten nahmen Autoren der Alten Kirche das Motiv einer Kollektivstrafe auf, beispielsweise Johannes Chrysostomos, der behauptete, Christus selbst habe Jerusalem zerstört und die Überlebenden in alle Länder zerstreut. Sie zögen nun als Flüchtlinge umher, „gehaßt von allen Menschen, verabscheuenswürdig, allen preisgegeben, von ihnen Schlimmes zu erleiden. Recht so!“[143]
- Sein Werk enthielt zahlreiche nützliche Informationen über die Umwelt des Neuen Testaments. Ein Beispiel: Für den christlichen Leser bereitete Josephus’ Beschreibung von Galiläa und insbesondere die fast paradiesisch geschilderte Landschaft am See Genezareth die Bühne für das Wirken von Jesus und seinen Jüngern. Diese Landschaftsbeschreibung (Ekphrasis) bildet im Bellum aber den Kontrast zu dem Blutbad, das die römische Armee binnen Kürze dort anrichten wird.[144]
- Eusebius von Caesarea fand in Contra Apionem sowohl Argumente gegen pagane Religionen als auch Gründe für die Überlegenheit des Christentums über das Judentum.[145] Mit seinem Spätwerk leistete Josephus Sprachhilfe für die sich neu formierende christliche Apologetik.
- Josephus hatte römische und jüdische Geschichte zueinander in Beziehung gesetzt. Es war für mittelalterliche Leser sehr reizvoll, Bibel und Antike zu einem Gesamtbild verbinden zu können. Aus der positiven Darstellung römischer Akteure bei Josephus ergab sich eine positive Sicht des paganen, vor-konstantinischen Rom, das als proto-christlich gesehen werden konnte.[146] Die römischen Kaiser, die gen Jerusalem ziehen, um ein Strafgericht zu vollstrecken, waren Identifikationsfiguren der Kreuzfahrer. Explizit wird dieser Gedanke in der Papst Sergius IV. zugeschriebenen Kreuzzugs-Enzyklika, die den Kämpfern gegen die Muslime den gleichen Sündenerlass zusagte, wie ihn Vespasian und Titus durch die Zerstörung Jerusalems im Jahr 70 n. Chr. erlangt hätten. Wahrscheinlich entstand dieser Text erst in der Zeit des Ersten Kreuzzugs (1096–1099) in der Abtei Saint-Pierre (Moissac). Kaum erstaunlich, dass Chronisten der Kreuzzüge wie Fulcher von Chartres und Wilhelm von Tyros sich immer wieder auf Josephus bezogen, gern im Zusammenhang mit der Topografie des Heiligen Landes.[147]
- Als Dominikaner und Franziskaner im 13. Jahrhundert Argumente zur Widerlegung des Talmud sammelten, wurde Josephus zum Kronzeugen. Er repräsentierte zum Beispiel für Raymund Martini ein proto-talmudisches, „richtiges“ Judentum, auf das man sich berufen konnte, um zeitgenössische jüdische Glaubenspraxis als „falsch“ darzustellen – in letzter Konsequenz lieferte Josephus damit Gründe für Talmudverbrennungen.[148]

Der Umgang mit dem Werk des Josephus entsprach der ambivalenten Haltung christlicher Autoren zum Judentum insgesamt, das einerseits als Teil der eigenen Tradition beansprucht, andererseits abgelehnt wurde. Anders als Philon von Alexandria wurde Josephus nicht zum Christen erklärt, da sein Zeugnis über Jesus und die Urgemeinde mehr Wert hatte, wenn es das Votum eines Nichtchristen war. Gleichwohl stellte Hieronymus den Josephus wie einen Kirchenschriftsteller in seiner christlichen Literaturgeschichte (De viris illustribus) vor, und auch mittelalterliche Bibliothekskataloge ordneten die Werke des Josephus bei den Kirchenvätern ein. Noch in der modernen Edition lateinischer Kirchenschriftsteller Corpus Scriptorum Ecclesiasticorum Latinorum war Band 37 für die lateinische Übersetzung des Josephus vorgesehen; hiervon erschien nur der Teilband 37.6 mit dem Text des Contra Apionem.

#### Lateinische Nachdichtung und Übersetzung
Die Rezeption des Josephus in lateinischer Sprache geschah zweigleisig: bereits im 4. Jahrhundert entstand eine freie Paraphrase des Bellum (Pseudo-Hegesippus). Dieses Werk interpretiert die Zerstörung Jerusalems als göttliches Strafgericht über das jüdische Volk. Es gibt durchaus Stellen im Bellum, wo Josephus das Kriegsgeschehen so deutet, aber Pseudo-Hegesippus betonte diesen Gedanken stärker und ist nach der Analyse von Albert H. Bell weniger eine Josephus-Nachdichtung als ein eigenständiges Geschichtswerk. Etwas jünger sind die eigentlichen Übersetzungen ins Lateinische, die für die drei größeren Werke, aber nicht für die Vita vorliegen. Als erstes wurde das Bellum übersetzt. Die Übersetzungen der Antiquitates und Contra Apionem folgten, sie wurden in Cassiodors Kloster begonnen und Mitte des 6. Jahrhunderts abgeschlossen.

#### Bekanntheit von Josephus’ Werk

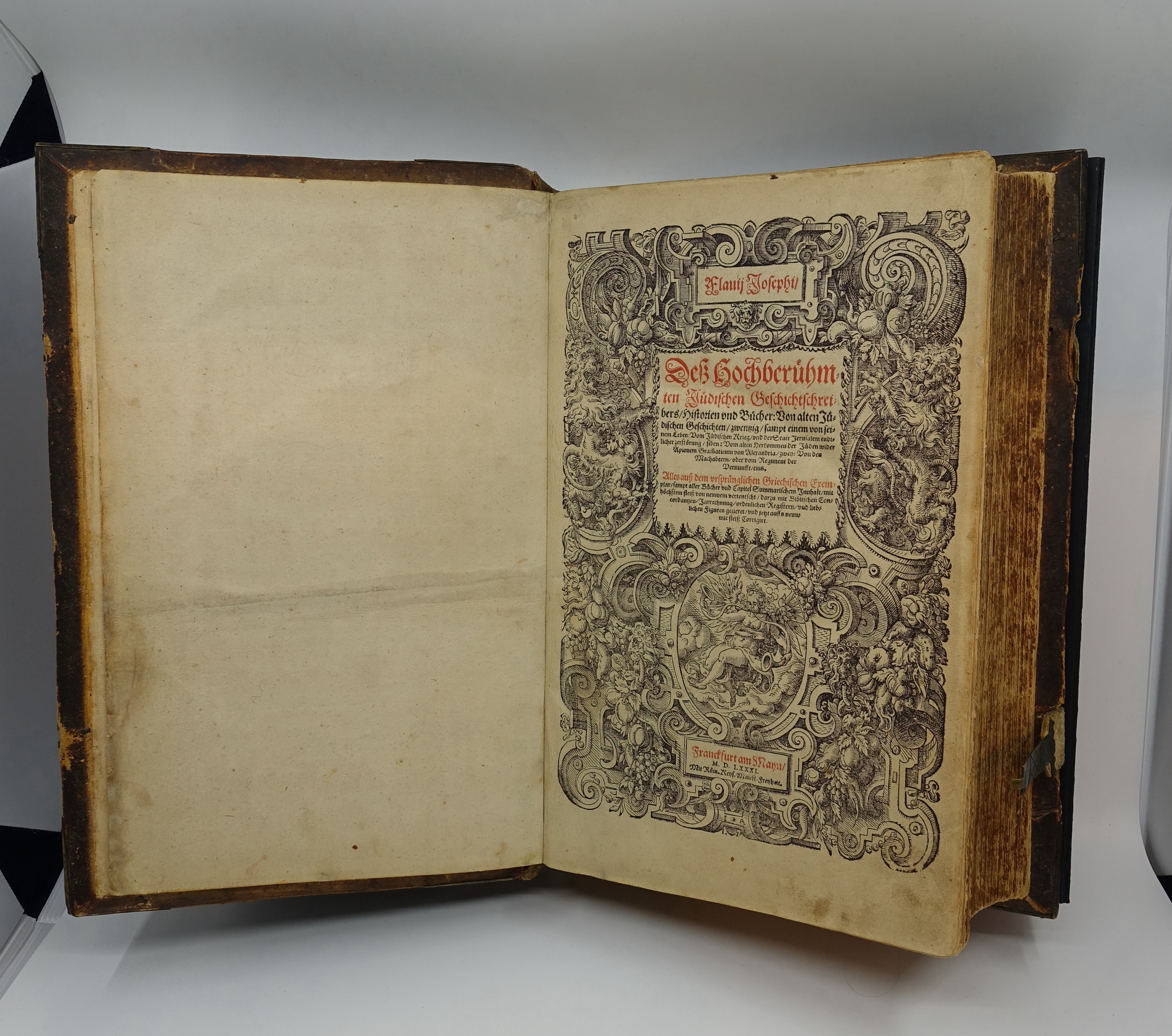
Gesamtausgabe der Werke des Josephus in deutscher Übersetzung, Frankfurt am Main 1581. In der Sammlung des Jüdischen Museums der Schweiz.

Es gibt 133 ganz oder teilweise erhaltene Manuskripte von Josephus’ Werken; die ältesten stammen aus dem 9./10. Jahrhundert. Auch Einträge in Bücherverzeichnissen und Zitate in Florilegien zeigen, wie verbreitet die Josephus-Lektüre im Mittelalter war. Typischerweise wurde das Testimonium Flavianum im Text besonders hervorgehoben, etwa durch rote Tinte. Josephus war ein viel gelesener Autor – vor dem Hintergrund, dass nur ein kleiner Teil der Christen lesen konnte.

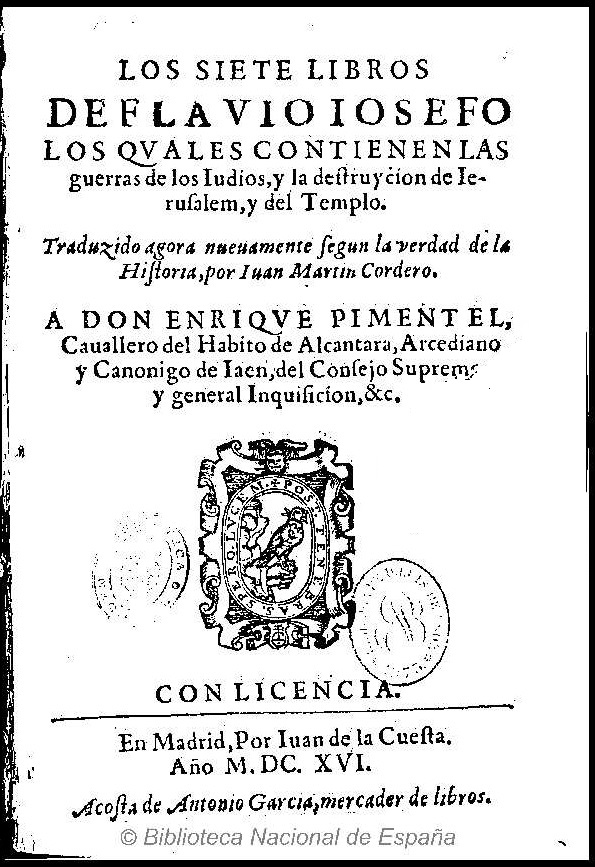
Spanische Übersetzung des Bellum, Madrid 1616 (Spanische Nationalbibliothek)

Peter Burke untersuchte die Rezeption antiker Historiker seit dem Aufkommen des Buchdrucks anhand der Auflagen, die ihre Werke erzielten. Für Josephus’ Bellum und Antiquitates ergibt sich folgendes Bild: Sämtliche lateinischen Autoren (außer Eutropius) hatten höhere Auflagen als die griechischen; bei den griechischen Editionen belegt Josephus die beiden ersten Plätze. Mitte des 16. Jahrhunderts erreichten Bellum und Antiquitates ihre höchste Popularität. Josephus’ Werke wurden außerdem deutlich häufiger in volkssprachlichen Übersetzungen gelesen als in griechischer oder lateinischer Fassung.
Nach dem Konzil von Trient benötigten Bibelübersetzungen im römisch-katholischen Raum ab 1559 die Genehmigung des Heiligen Offiziums der Inquisition. Danach fanden italienische Josephus-Ausgaben auf dem venezianischen Büchermarkt sehr guten Absatz. Sie waren offenbar für viele Leser eine Art Bibelersatz. In den 1590er Jahren kamen auch Nacherzählungen der biblischen Geschichte auf den Index, aber nicht die Werke des Josephus selbst – jedenfalls nicht in Italien. Die spanische Inquisition war strenger und verbot die spanische Übersetzung der Antiquitates ab 1559 mehrfach. Dieses Werk erschien dem Zensor wohl als eine Rewritten Bible, während das Bellum eine in Spanien erlaubte Lektüre blieb.
Die Josephus-Übersetzung von William Whiston, die seit ihrem Erscheinen 1737 immer wieder nachgedruckt wurde, entwickelte sich im englischsprachigen Raum zu einem Klassiker. In strengen protestantischen Kreisen war Whistons Josephus-Übersetzung neben der Bibel die einzige erlaubte Sonntagslektüre. Das zeigt, wie stark er als Bibelkommentar und Brücke zwischen Altem und Neuem Testament rezipiert wurde.

#### Josephus’ Werke als Kommentar zur Bibel
Hrabanus Maurus zitierte Josephus häufig, sowohl direkt als auch vermittelt durch Eusebius von Caesarea und Beda Venerabilis; seine Bibelauslegung ist eine Hauptquelle für den großen Standardkommentar der Glossa Ordinaria. Typisch für die frühmittelalterliche christliche Josephus-Rezeption ist, dass neben die Lektüre seiner Werke die Tradierung seiner Stoffe in Kompendien tritt: Josephus aus zweiter oder dritter Hand. Josephus’ Beschreibungen formten das Bild, das man sich beispielsweise von Salomo, Alexander dem Großen oder Herodes machte, und dass er biblische Personen hellenistisch als Kulturbringer interpretierte, ging in Lehrbücher ein und wurde dadurch Allgemeingut. Unter anderem bei Walahfrid Strabo findet sich das Motiv, dass 30 Juden für einen Denar in die Sklaverei verkauft worden seien, entsprechend den 30 Silberlingen, die Judas Iskariot für seinen Verrat erhielt (Talionsstrafe). Josephus geht mehrfach auf die Versklavung der Überlebenden ein, schreibt aber nicht, dass 30 Menschen nur einen Denar wert gewesen seien: ein Beispiel für den freien Umgang mit dem Josephustext im frühen Mittelalter.
Nachdem Josephus im 10./11. Jahrhundert weniger gelesen worden war, nahm das Interesse an seinem Werk im 12. und 13. Jahrhundert in Nordwesteuropa sprunghaft zu. Aus dieser Zeit stammen die meisten Josephus-Manuskripte, mitunter kostbar illuminierte Exemplare. Anscheinend galten Josephus’ Werke als unverzichtbar in einer guten Bibliothek. Als Buchbesitzer begegnen dabei oft Personen, die mit dem Lehrbetrieb von Schulen verbunden waren, besonders in Paris. Andreas von St. Viktor und Petrus Comestor, zwei Viktoriner des 12. Jahrhunderts, nutzten die Werke des Josephus häufig. Im Bestreben, den Literalsinn des Bibeltextes umfassend zu erhellen, folgten sie dem Schulgründer Hugo von St. Viktor. Die intensive Josephus-Lektüre ging einher mit Hebräischstudien und der Auswertung anderer antik-jüdischer sowie patristischer Texte. Comestors Werk Historia Scholastica, das Josephus ausgiebig zitierte, wurde zum Standard-Lehrbuch für Studienanfänger. Volkssprachliche Übersetzungen oder Bearbeitungen vermittelten den Inhalt auch an interessierte Laien.
Die Bibelwissenschaft nutzt heute neben Josephus viele weitere antike Texte; seit Ende des 20. Jahrhunderts wurde die Kenntnis des antiken Judentums durch die Schriftrollen vom Toten Meer noch erheblich bereichert. Martin Hengel brachte die bleibende Bedeutung des Josephus für die neutestamentliche Exegese so auf den Punkt:

„Unsere Hauptquelle ist Josephus, unser Wissen würde in schwer vorstellbarer Weise zusammenschrumpfen, wenn sein Werk nicht erhalten geblieben wäre. Der geschichtliche Rahmen des Neuen Testamentes verlöre alle Konturen und verflüchtigte sich zu einem bloßen Schatten, der keine historische Einordnung des Urchristentums mehr ermöglichte.“

### Jüdische Leser
Die rabbinische Literatur ignorierte Person und Werk des Josephus. Das ist aber nichts Besonderes, weil auch andere griechisch schreibende jüdische Autoren nicht gelesen wurden. Der Talmud überliefert die Legende, dass Jochanan ben Zakkai dem Feldherrn Vespasian das Kaisertum prophezeit habe (Gittin 56a–b), was sowohl Abraham Schalit als auch Anthony J. Saldarini zu Vergleichen zwischen Josephus und Jochanan ben Zakkai nutzten.

#### Sefer Josippon – eine hebräische Nachdichtung
Erst im frühen Mittelalter ist eine jüdische Rezeption von Josephus’ Werk nachweisbar. Im 10. Jahrhundert verfasste jemand unter dem Namen Josef ben Gorion in Süditalien in hebräischer Sprache eine eklektische Geschichte des Judentums vom Babylonischen Exil bis zum Fall von Masada. Dieses Werk wird als Josippon bezeichnet. Er benutzte mehrere lateinische Quellen, darunter Pseudo-Hegesippus. Den Text bearbeitete er in folgender Weise:
- Alle christlichen Interpretationen des Kriegsgeschehens wurden entweder ausgelassen oder umformuliert.
- Nicht die Kreuzigung Jesu ist Ursache für die Zerstörung des Tempels, sondern das Blutvergießen im Tempelbereich.
- Das komplette Kapitel, das Johannes den Täufer und Jesus von Nazareth erwähnt, ließ der Verfasser des Josippon aus.

Mehrere Bibelkommentatoren benutzten den Josippon, während ein direkter Zugriff auf das Werk des Josephus bei ihnen nicht nachweisbar ist: Raschi, Saadja Gaon, Josef Kaspi, Abraham ibn Esra. Der Josippon wurde in jüdischen Gemeinden des gesamten Mittelmeerraums viel gelesen, was wiederum von der christlichen Umwelt bemerkt wurde. Hier galt der Josippon teilweise als das von Josephus erwähnte Erstlingswerk und wurde deshalb ins Lateinische übersetzt. Der italienische Humanist Giovanni Pico della Mirandola versuchte, den Josippon wegen seines vermeintlich hohen Quellenwerts auf Hebräisch zu lesen. Isaak Abrabanel, der spanisch-jüdische Gelehrte, zitierte in seinem Werk meist den Josippon, aber gelegentlich auch Josephus selbst (nach der lateinischen Übersetzung); damit steht er unter den jüdischen Bibelkommentatoren des Mittelalters einzig da. Abrabanels Werk wiederum wurde von christlichen Gelehrten studiert und ging beispielsweise in die Kommentare der englischen Josephus-Übersetzung von William Whiston ein (1737).

#### Entdeckung von Josephus’ Werk im 16. Jahrhundert
Azaria dei Rossi las Josephus’ Werke in lateinischer Übersetzung und erschloss sie als Quelle für die jüdische Geschichte des Altertums (Meʾor ʿEnajim, 1573–1575). Von nun an hatten auch jüdische Gelehrte Zugang zu Josephus und nicht nur zu Nachdichtungen.
1577 erschien in Konstantinopel eine hebräische Übersetzung von Contra Apionem, das Werk eines sonst nicht bekannten Arztes iberischer Herkunft namens Samuel Schullam. Diese antike Apologie des Judentums scheint Schullam sehr angesprochen zu haben; er übersetzte den lateinischen Text frei und aktualisierend. Dass Josephus zum Beispiel meinte, die nicht-jüdischen Völker hätten die Befolgung des Sabbats, das Fasten, Lampenanzünden und die Speisegebote von ihren jüdischen Nachbarn gelernt, ergab für Schullam keinen Sinn: diese Lebensweise unterscheide Juden von ihrer Umwelt.
David de Pomis veröffentlichte 1588 in Venedig eine Apologie, die sich stark auf Josephus’ Antiquitates stützte: Wenn nicht-jüdische Herrscher in der Antike der jüdischen Gemeinschaft Wohlwollen bewiesen und sie gerecht behandelt hätten, wofür er bei Josephus viele Beispiele fand, dann könnten christliche Obrigkeiten das doch umso eher. De Pomis’ Werk wurde auf den Index gesetzt, was seine Rezeption jahrhundertelang verhinderte.

#### Haskala, Zionismus und Staat Israel
Negative Urteile über die Persönlichkeit des Josephus sind bei den jüdischen wie christlichen Historikern des 19. und frühen 20. Jahrhunderts die Regel. Unter denen, die Josephus schlicht für einen Verräter hielten, sind zum Beispiel Heinrich Graetz und Richard Laqueur. Autoren der Haskala wie Moshe Leib Lilienblum und Isaak Bär Levinsohn sahen Josephus mit seiner jüdisch-römischen Identität durchaus als Vorbild, wobei sie gleichzeitig mit den Zeloten sympathisierten. Ungewöhnlich ist das Urteil Joseph Klausners: Er identifizierte sich mit den Zeloten und sah Parallelen zwischen ihrem Unabhängigkeitskampf und dem zeitgenössischen Kampf gegen die britische Mandatsregierung. Trotzdem akzeptierte er Josephus’ Wechsel ins römische Lager, denn dieser sei ein Gelehrter und kein Kämpfer gewesen und habe alles seiner Mission untergeordnet, als Historiker das Geschehen für die Nachwelt festzuhalten.
Zwischen den 1920er und 1970er Jahren gehörten Josephus-Prozesse als Improvisationstheater zum Programm zionistischer Erziehungsarbeit. Dabei war durchaus offen, wie die Sache für „Josephus“ ausging. Shlomo Avineri beschrieb eine derartige Veranstaltung der Herzlija-Ortsgruppe der sozialistischen Jugendorganisation No’ar ha-Oved, bei der es zwei Angeklagte gab: Josephus und Jochanan ben Zakkai – beide hatten das Lager der Widerstandskämpfer verlassen. Nach intensiven Verhandlungen wurden beide freigesprochen: Josephus wegen seiner historischen Werke und Jochanan ben Zakkai wegen seiner Verdienste um das Überleben des jüdischen Volkes nach der Niederlage.
Die Entdeckung der Schriftrollen vom Toten Meer führte in den 1950er und 1960er Jahren zu einer Neubewertung des Josephus in Israel. Daniel R. Schwartz begründet das so: „Die Rollen – dem Boden Palästinas entsprungen just zu dem Zeitpunkt der israelischen Unabhängigkeitserklärung – waren in der zionistischen Argumentation brauchbar als Beweise dafür, dass jüdischer Ansprüche auf Palästina legitim seien, […] aber Bedeutung gewannen diese Texte erst durch die Erläuterung und den Kontext, den Josephus lieferte. Da war es schwierig, ihn weiterhin zu verdammen und zu schmähen.“ Auch die in der Öffentlichkeit stark beachteten Ausgrabungen in Masada unter Leitung von Yigael Yadin wurden interpretiert und populärwissenschaftlich aufbereitet mit massivem Rückgriff auf das Bellum. „Die berührende Geschichte vom Ende Masadas, erzählt vom tief ambivalenten Josephus, wurde Israels kraftvollstes Symbol und ein unverzichtbarer nationaler Mythos“ (Tessa Rajak).
Seit dem Jom-Kippur-Krieg 1973 änderte sich das gesellschaftliche Klima in Israel. Der Patriotismus der Gründerjahre wich, so Schwartz, einem pragmatischeren Blick auf militärische Unternehmungen. Ein Jude der Antike, der einen Kampf gegen Rom für aussichtslos hielt, konnte in den 1980er Jahren als Realist gelten. Als Abraham Schalit sich Anfang der 1970er Jahre in diesem Sinn äußerte, war das noch eine Einzelstimme.

## Josephus in Kunst und Literatur

### Bilder von Josephus
Das klassische Autorenbild der neuzeitlichen Josephus-Drucke findet sich in William Whistons englischer Übersetzung der Antiquitates (1737). Josephus, ein aristokratisch wirkender alter Mann mit weißem Bart, ist mit einem pseudo-türkischen Turban mit Juwelen und Feder als Orientale gekennzeichnet. Spätere Josephus-Ausgaben variieren die Kopfbedeckung, folgen aber im Wesentlichen dem gleichen Bildschema.
Die antike römische Büste eines Mannes in der Kopenhagener Ny Carlsberg Glyptotek wurde ab 1930 wiederholt als zeitgenössisches Porträt von Flavius Josephus interpretiert und wird bis heute häufig als solches zitiert. Zur Begründung wurden jedoch im Wesentlichen antisemitische Stereotype wie die Nasen- und Augenform des Porträtierten herangezogen, sodass die Identifikation als Josephus-Darstellung heute in der Wissenschaft nicht mehr vertreten wird und im Gegenteil als unbegründet und unwahrscheinlich gilt.

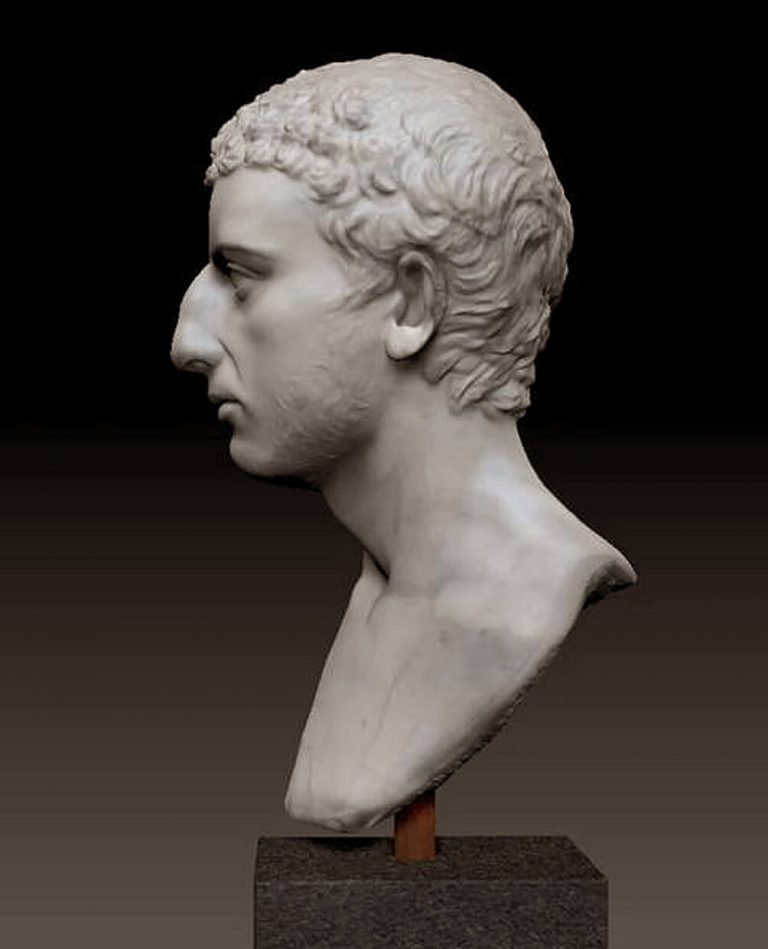
Fälschlich als Flavius Josephus identifizierte römische Porträtbüste in der Ny Carlsberg Glyptotek
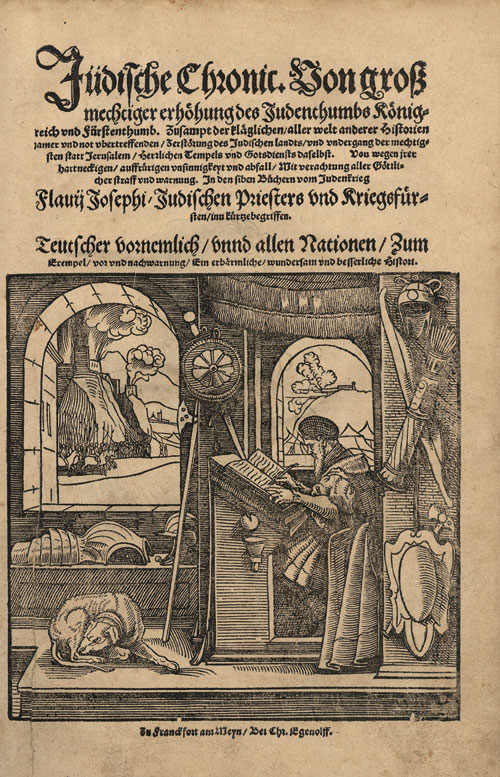
Fiktives Autorenporträt in einer deutschen Ausgabe des „Bellum Judaicum“ von 1552
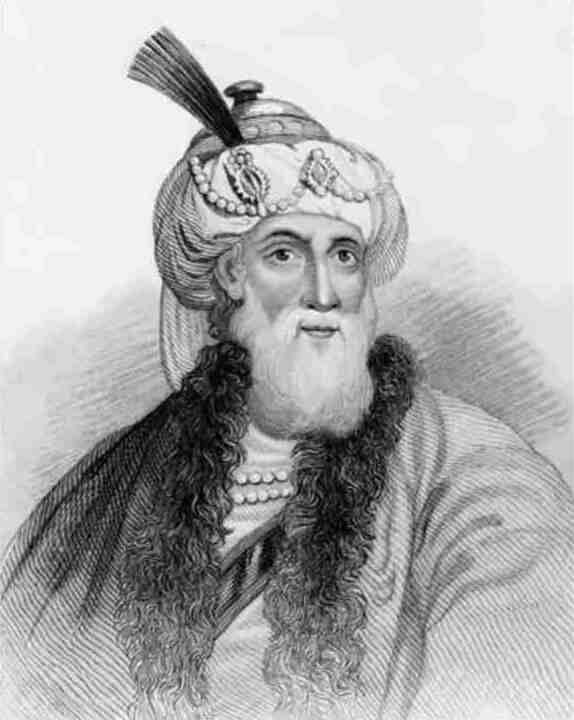
Fiktives Autorenporträt in William Whinstons englischer Übersetzung der „Antiquitates“ (Ausgabe von 1817)

### Josephus in der Literatur
Josephus’ Werk steuerte zahlreiche Einzelzüge zur Darstellung biblischer Stoffe in der Weltliteratur bei. Spezifisch josephisch sind die viel rezipierten, nichtbiblischen Erzählungen von Herodes und Mariamne I. wie auch Titus und Berenike.

#### Mysterienspiele
Das Bellum wurde im Mittelalter in volkssprachlichen Mysterienspielen rezipiert, die den Jüdischen Krieg als verdientes Strafgericht für die Kreuzigung Jesu deuteten. Ein Beispiel ist Eustache Marcadés La Vengeance de Nostre Seigneur Jhesu Crist. Hier tritt Josephus ungewöhnlicherweise als Militärführer auf; andere Vengeance-Spiele geben ihm die Rolle eines Arztes oder Magiers. Der Plot dieser Spiele ist oft folgender: Eine Herrscherfigur wird von einer rätselhaften Krankheit befallen und kann nur dadurch geheilt werden, dass sie Gottes Strafe an den Juden vollzieht. Quer durch Europa wurden Vengeance-Spiele mit großem Aufwand inszeniert. Das Motiv des Arztes Josephus ging in den Sachsenspiegel ein und begründete dort das königliche Judenschutzrecht: „Diesen Frieden erwirkte ein Jude, der Josephus hieß, bei König Vespasian, als er dessen Sohn Titus von der Gicht heilte.“

#### Historische Romane
Die Josephus-Trilogie (1932–1942) Lion Feuchtwangers ist die wichtigste literarische Auseinandersetzung mit der Persönlichkeit des Josephus. Der Autor zeichnet den Weg des Protagonisten vom jüdischen Nationalisten zum Kosmopoliten nach. Sein Josephus begeistert sich für das biblische Buch Kohelet und möchte seinen Sohn so erziehen, dass er „die vollendete Mischung aus Griechentum und Judentum“ darstellt. Doch Domitian sorgt dafür, dass Josephus’ Sohn bei einem fingierten Unfall zu Tode kommt. Josephus kehrt daraufhin nach Judäa zurück. Dort stirbt er: 

„Dieser Josef Ben Matthias, Priester der Ersten Reihe, dem Erdkreis bekannt als Flavius Josephus, lag jetzt auf der Böschung, das Gesicht und den weißen Bart besudelt mit Blut, Staub, Kot und Speichel, veratmend. […] Das ganze Land war erfüllt von seinem verdämmernden Leben, und er war eins mit dem Land. […] Er hatte die Welt gesucht, aber gefunden hatte er nur sein Land; denn er hatte die Welt zu früh gesucht.“

In seinem Roman „Die Quelle“ (The Source, 1965) erzählt der amerikanische Bestsellerautor James A. Michener die Geschichte der fiktiven Stadt Makor in Galiläa in 15 Episoden. In einer Episode leitet Josephus, „der beste Soldat, den die Juden jemals gehabt haben“ (S. 436), die Verteidigung Makors, flieht, geht nach Jotapata, rettet sich mit vierzig Überlebenden, manipuliert die Strohhalme, die die Reihenfolge der Tötungen bestimmen, so dass er als letzter übrigbleibt, und rettet sein Leben, indem er die Kaiserwürde für Vespasian und Titus voraussagt. Er wird so „zum Verräter der Juden Galilaeas“ (S. 463).

#### Dramen
In Friedrich Schillers Drama Die Räuber (1782) gibt es folgendes Wirtshausgespräch (1. Akt, 2. Szene): Karl Moor blickt von seiner Lektüre auf: „Mir ekelt vor diesem Tintenkleksenden Sekulum, wenn ich in meinem Plutarch lese von großen Menschen.“ Darauf Moritz Spiegelberg: „Den Josephus mußt du lesen. […] Lies den Josephus, ich bitte dich drum.“ Die Lektüre der „Räuber“-geschichten im Bellum ist hier Vorbereitung für die eigene Gründung einer Räuberbande. Da Schiller diese Anspielung nicht erläutert, ist ein Publikum vorausgesetzt, das mit dem Bellum gut vertraut ist. Alfred Bassermann vermutete, Schiller habe im Bellum „den Gedanken eines großartigen Räuberlebens und zugleich den Gegensatz der beiden Räuber-Typen, Spiegelbergs und Moors“ gefunden.
Im 20. Jahrhundert entstanden mehrere Dramen, die sich mit der Persönlichkeit des Josephus und seiner Rolle im Jüdischen Krieg befassten, was der Bedeutung dieses Themas im Zionismus entspricht.
Jitzchak Katzenelson schrieb 1941 im Warschauer Ghetto das jiddische Drama „In der Nähe von Jerusalem“ (ארום ירושלים Arum Yerushalayim). Katzenelson war eigentlich Hebraist; ein hebräisches Werk „Bei den Hirten: Eine Nacht in der Umgebung von Jerusalem“ (1931) wurde von ihm ins Jiddische übersetzt und auf die Ghetto-Situation hin aktualisiert. Neben anderen Personen der jüdischen Geschichte wird Josephus von einem Medium beschworen und von zionistischen Pionieren (Chalutzim) befragt: Wie ist sein politisches Handeln zu beurteilen, und was bedeuten seine Schriften für das Judentum? Josephus erscheint als vollkommen assimilierter Jude, der seinen Namen und seine priesterliche Herkunft vergessen hat. Die Ghetto-Situation wird mehrfach thematisiert: die Verpflichtung, das Geschehene für die Nachwelt zu bezeugen, das Wesen des Verrats und die Rechtfertigung des Verräters, die Bedeutung der Rebellenbewegung und des versuchten Aufstands. Katzenelson bezeichnete die Werke des Josephus respektvoll als Sforim (jiddisch: heilige Bücher), die zum Kanon der jüdischen Literatur gehörten. Ob die geplante Aufführung als Purimspiel stattfand, ist nicht bekannt.
Nathan Bistritzky-Agmons hebräisches Drama „Jerusalem und Rom“ (ירושלים ורומי Yerushalayim veRomi) wurde 1939 als Buch veröffentlicht und 1941 vom Habimah-Theater uraufgeführt. Josephus tritt hier für die Versöhnung von Ost und West ein; er bittet Jochanan Ben Zakkai, nach Jerusalem zurückzukehren und die Zeloten aufzuhalten. Sowohl in Rom als auch in Jerusalem seien Fanatiker an der Macht. In der Darstellung des Josephus ist ein Einfluss Feuchtwangers erkennbar. Schin Schalom veröffentlichte 1956 in der Sammlung „Ba-metaḥ hagavoah, neun Geschichten und ein Drama“ (במתח הגבוה, תשעה סיפורים ומחזה) ein hebräisches Drama über Josephus’ Seitenwechsel in Jotapata, „Die Höhle des Josephus“. Auch dies ist eine überarbeitete Version eines bereits 1934/35 unter dem gleichen Titel veröffentlichten Werks.

## Einzelthemen der Josephus-Forschung

### Textforschung
Mit dem einzigen erhaltenen Papyrusfragment mit Josephus-Text, Papyrus Vindobonensis Graecus 29810 (spätes 3. Jahrhundert n. Chr.), lässt sich gut illustrieren, dass der Unterschied zwischen den mittelalterlichen Manuskripten und dem ursprünglichen Text des Josephus erheblich ist: Das Fragment in der Österreichischen Nationalbibliothek stammt von einer Ausgabe des Bellum und enthält 112 Wörter ganz oder teilweise; neunmal weicht dieser Text von sämtlichen Manuskripten ab, die Benedikt Niese für seine wissenschaftliche Textedition zur Verfügung standen. Dabei ist das Bellum von den vier Werken des Josephus vergleichsweise am besten überliefert.
Niese besorgte die bis heute maßgebliche Edition des griechischen Josephus-Textes, eine Ausgabe mit umfangreichem textkritischem Apparat (Editio maior, 7 Bände, 1885–1895) und eine in vielen Fällen abweichende Ausgabe mit knapperem Apparat (Editio minor, 6 Bände, 1888–1895), die als seine Ausgabe letzter Hand gilt. Seitdem sind rund 50 Manuskripte bekannt geworden, die Niese noch nicht nutzen konnte. In mehreren europäischen Ländern entstanden Übersetzungen bzw. zweisprachige Ausgaben, die an Nieses Text Veränderungen vornahmen. Wenn sich dieser Trend fortsetzt, wird unklar, auf welchen griechischen Text sich Fachleute in ihren Publikationen jeweils beziehen. Heinz Schreckenberg hält deshalb die Erstellung einer neuen großen kritischen Textausgabe für dringend erforderlich, mindestens aber eine Revision von Nieses Werk. Bis dahin, so Tommaso Leoni, biete Nieses Editio maior trotz allem den relativ besten Text des Bellum, aber dieser sei manchmal im kritischen Apparat versteckt.
Die Textverderbnisse in den Antiquitates sind teilweise eine Folge davon, dass die mittelalterlichen Kopisten die Bibel-Nacherzählung des Josephus dem griechischen Bibeltext der Septuaginta annäherten. Ein französisches Team um Étienne Nodet hat seit 1992 ein neues Handschriften-Stemma für die Bücher 1 bis 10 der Antiquitates erarbeitet, mit dem Ergebnis, dass zwei Handschriften aus dem 11. Jahrhundert, die Niese für weniger wichtig hielt, den besten Text zu bieten scheinen:
- Codex Vindobonensis historicus Graecus 20 (bei Niese: „historicus Graecus No. 2“), Österreichische Nationalbibliothek;
- Codex Parisinus Graecus 1419, Französische Nationalbibliothek.

Die Münsteraner Edition der Vita bietet einen Mischtext, der sich von Nieses Editio maior darin unterscheidet, dass der Codex Bononiensis Graecus 3548 eingearbeitet wurde, der sich in der Universitätsbibliothek Bologna befindet. Obwohl relativ spät (14./15. Jahrhundert), wird er als Zeuge der besten Überlieferung eingestuft.
Contra Apionem ist das am schlechtesten erhaltene Werk des Josephus. Sämtliche griechischen Zeugen, auch die indirekten, sind von einem Kodex abhängig, in dem mehrere Blätter fehlten; diese große Textlücke muss mit Hilfe der lateinischen Übersetzung ergänzt werden. Niese ging davon aus, dass alle jüngeren griechischen Manuskripte Abschriften des Codex Laurentianus 69,22 aus dem 11. Jahrhundert seien. Das Münsteraner Übersetzerteam (Folker Siegert, Heinz Schreckenberg, Manuel Vogel) bewertet dagegen den Codex Schleusingensis graecus 1 (15./16. Jahrhundert, Bibliothek des Hennebergschen Gymnasiums, Schleusingen) als Zeugen einer teilweise unabhängigen Tradition. Arnoldus Arlenius hatte diesen Kodex für die 1544 gedruckte Erstausgabe des griechischen Josephustextes verwendet. Die vom Laurentianus abweichenden Lesarten dieser Druckausgabe erhalten dadurch größeres Gewicht; sie galten bis dahin als Konjekturen des Arlenius.

### Archäologie in Israel/Palästina

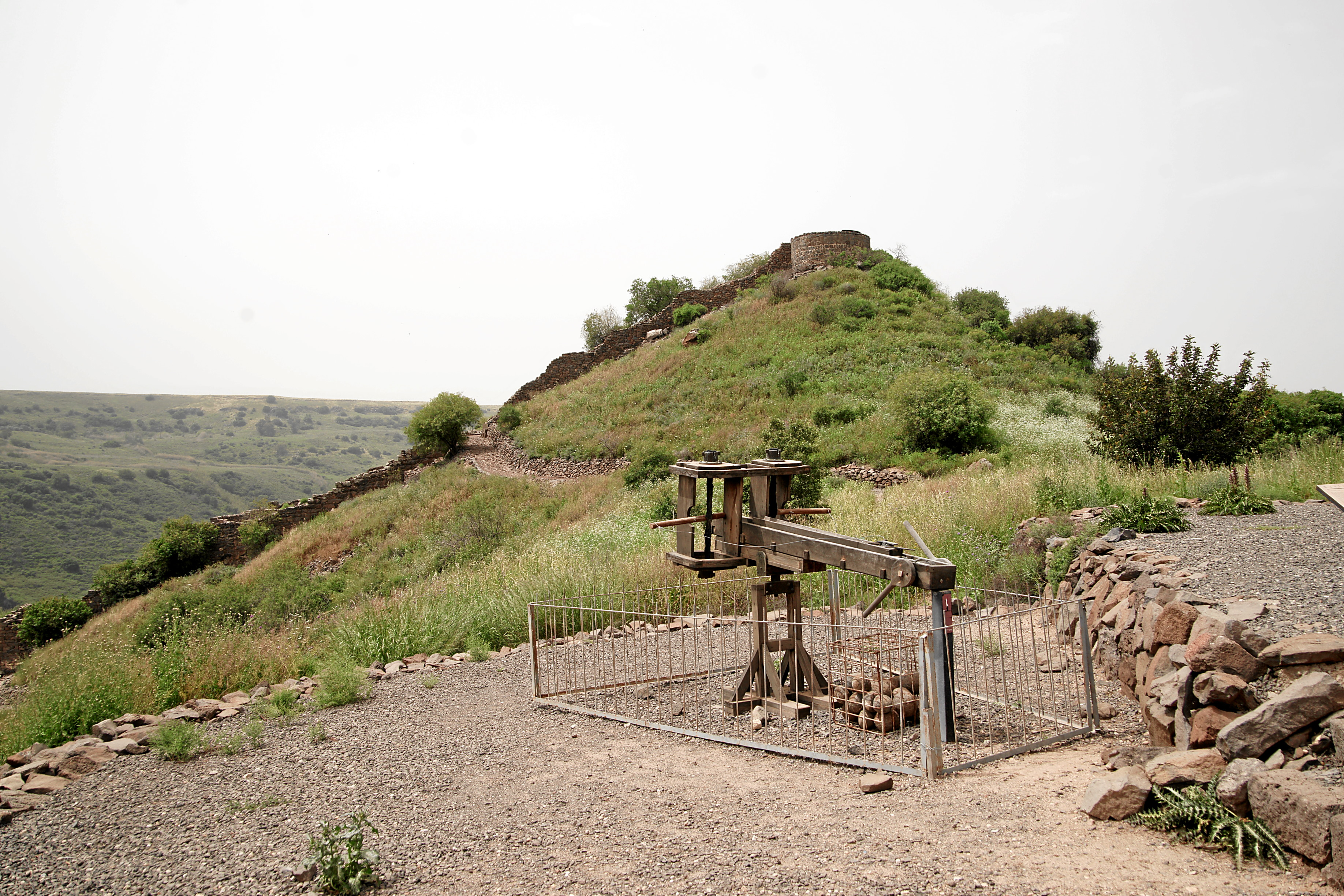
Nachbau einer römischen Balliste, im Hintergrund die archäologische Stätte Gamla

Seit Mitte des 19. Jahrhunderts suchten Palästinaforscher antike Ortslagen oder Bauwerke „mit Josephus in der einen Hand und dem Spaten in der anderen“ – eine Erfolgsgeschichte, die sich bis in die Gegenwart fortsetze, so Jürgen Zangenberg. Aber sie sei methodisch bedenklich. „Jegliche Interpretation, gerade auch der vermeintlich nur ‚sachbezogenen‘ Passagen, hat … mit der Tatsache zu beginnen, dass Josephus zuallererst antiker Historiker ist.“
Ebenso wie Yigael Yadin die Grabungsbefunde von Masada mit dem Bericht des Josephus harmonisierte, fand auch der Ausgräber von Gamla, Shmarya Guttman, den Bericht über die römische Eroberung dieser Festung im Golan in vielen Einzelheiten bestätigt. Benjamin Mazar zufolge illustrieren die Funde der israelischen Grabungen entlang der südlichen und westlichen Umfassungsmauer des Tempelbergs seit 1968 Baudetails des Herodianischen Tempels, die im Bellum und den Antiquitates beschrieben sind. Neuere Beispiele dafür, dass archäologische Befunde mit Hilfe von Josephus’ Angaben interpretiert werden, sind die Grabungen in Jotapata (Mordechai Aviam, 1992–1994) und die Identifikation eines Palastes und eines Hippodroms in Tiberias (Yizhar Hirschfeld, Katharina Galor 2005).
Mehrfach wurde die „Glaubwürdigkeit“ des Josephus in der Forschung diskutiert. Auf der einen Seite bestätigt der archäologische Befund oft die Angaben des Josephus oder lässt sich jedenfalls so interpretieren. Dem stehen aber Beispiele gegenüber, wo Josephus eklatant falsche Angaben etwa zu Entfernungen, Maßen von Gebäuden oder Bevölkerungsgrößen macht. Dies wird teilweise mit Kopistenfehlern erklärt. Ein bekanntes und schwieriges Problem der Forschung sind Josephus’ Beschreibungen der Dritten Mauer, d. h. der äußeren nördlichen Stadtbefestigung von Jerusalem. Michael Avi-Yonah charakterisierte sie als ein Durcheinander aus unmöglichen Entfernungsangaben, disparaten Beschreibungen derselben Ereignisse, und einem chaotischen Gebrauch des griechischen Fachvokabulars. Kenneth Atkinson arbeitete Widersprüche zwischen den Grabungsergebnissen in Gamla und Masada und der Kriegsschilderung im Bellum heraus. Man müsse davon ausgehen, dass die römische Einnahme historisch anders ablief als von Josephus dargestellt. Es ist beispielsweise aufgrund der Gegebenheiten auf dem Berggipfel gar nicht möglich, dass 9000 Verteidiger sich beim Eindringen der römischen Armee in Gamla von dort aus in die Tiefe stürzten und so kollektiven Selbstmord verübten. Gamla war auch nur schwach befestigt und leistete Vespasians Armee kaum Widerstand. Bereits zuvor hatte Shaye Cohen die Kombination von archäologischen Befunden und Josephus’ Bericht vom Ende Masadas in Frage gestellt.

### Postkoloniale Lektüre

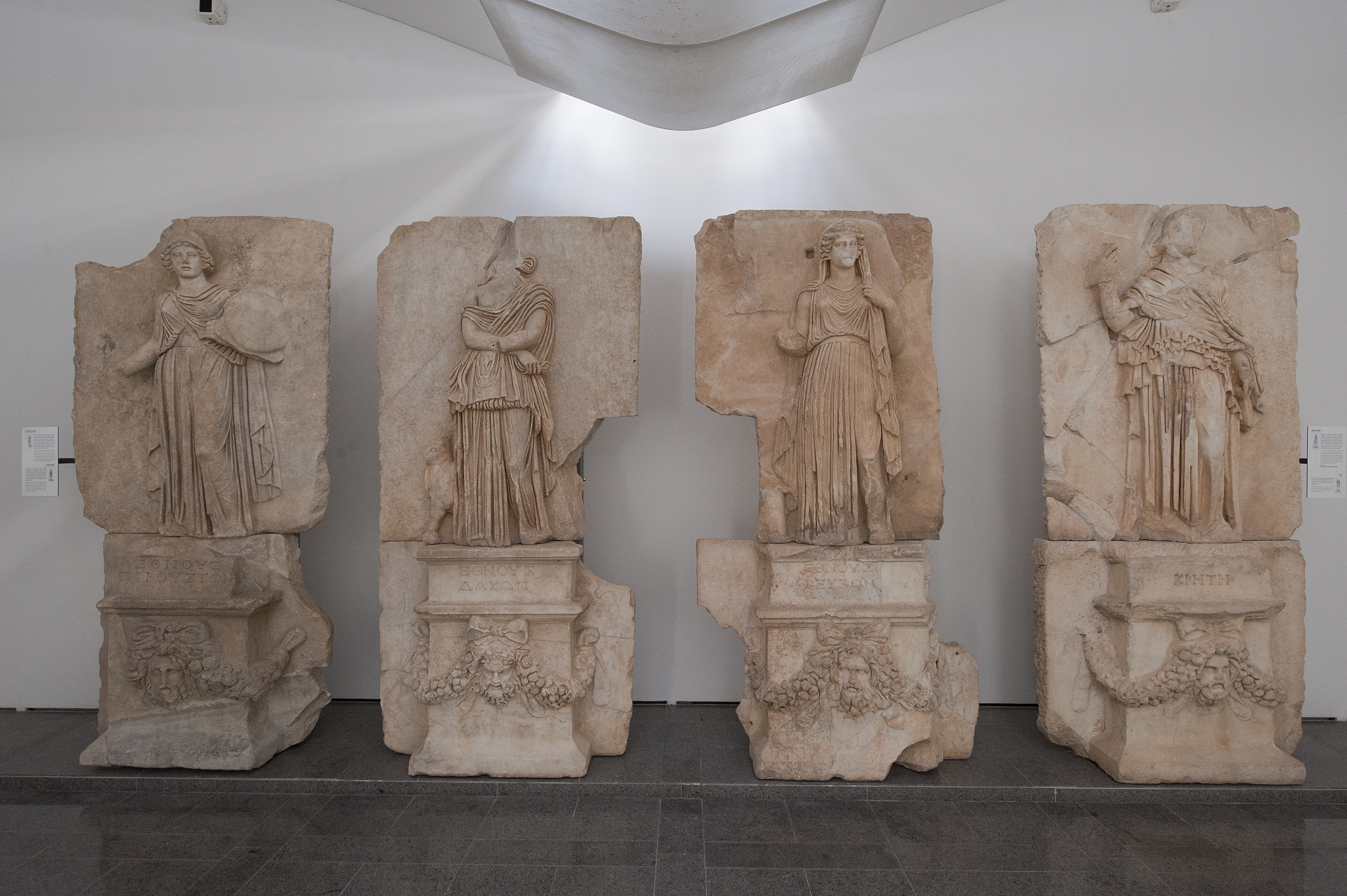
Das Sebasteion von Aphrodisias gilt als klassische Darstellung der gentes-devictae-Propaganda Roms. Hier die Personifikationen von vier besiegten Völkern; nur beim Ethnos der Piroustae links außen ist die Zusammengehörigkeit von Inschriftenbasis und Skulptur eindeutig (Archäologisches Museum Aphrodisias)

Homi K. Bhabha hat den Postkolonialismus durch die These weiterentwickelt, dass Kolonisten und Kolonisierte auf komplexe Weise interagieren. Die Herrschenden erwarten, dass die Unterlegenen ihre Kultur nachahmen. Diese tun das auch – aber nicht richtig, nicht vollständig. Ein Grundwiderspruch des Kolonialismus besteht darin, dass er die Kolonisierten erziehen und zivilisieren will, aber einen bleibenden Unterschied zu ihnen behauptet: In other words, natives can become Anglicized but never English.
Die Kolonisierten können die dominante Kultur aber auf kreative Weise zur Selbstbehauptung benutzen (resistant adaption). Dieser Ansatz ermöglicht es, Josephus’ Werk jenseits der Alternativen Flavische Propaganda und Jüdische Apologetik zu lesen: Josephus und andere Historiker mit Wurzeln im Osten des Reichs versuchten, „die eigene Geschichte in einem Idiom zu erzählen, das die Mehrheitskultur(en) verstand(en), aber mit primärem Bezug auf die eigenen Traditionen – und für ihre eigenen Zwecke“.
Ein Beispiel aus dem Bellum: Herodes Agrippa II. versucht, die Jerusalemer vom Krieg gegen Rom abzubringen, indem er im Stil imperialer Propaganda ausführt, dass Rom die ganze Welt beherrsche. Seine Rede lässt die bekannten Völker der Antike mit ihren jeweiligen besonderen Fähigkeiten vorbeidefilieren; Rom hat sie alle besiegt (Mimikry einer gentes-devictae-Liste). Agrippa (bzw. Josephus) führt dies aber nicht auf die Gunst Jupiters zurück, sondern auf den Gott der unterlegenen Juden. Damit destabilisiere er, so David A. Kaden, den dominanten imperialen Diskurs. Man weiß nicht mehr recht, ob da ein Jude oder ein Römer spricht. Die Situation kultureller Grenzgänger kennzeichnet Bhabha mit dem Begriff in-between-ness, etwa „zwischen den Stühlen Sitzen“. Wenn Josephus beschreibt, wie er selbst in römischem Auftrag vor der Mauer des belagerten Jerusalems den Verteidigern eine Rede in ihrer Muttersprache gehalten habe, so verkörpert er in-between-ness in seiner eigenen Person.

## Werkausgaben
- Flavii Josephi opera edidit et apparato critico instruxit Benedictus Niese. Weidmann, 7 Bände, Berlin 1885–1895.

Im Folgenden sind die jeweils besten deutschen Übersetzungen bzw. griechisch-deutschen Ausgaben genannt. Zu weiteren Editionen siehe die Hauptartikel Jüdischer Krieg, Jüdische Altertümer und Über die Ursprünglichkeit des Judentums. Niese führte die heute in der Literatur übliche Buch/Paragraphen-Zählung ein, während Werkausgaben, die einen älteren griechischen Text zugrunde legen, eine Buch/Kapitel/Abschnitt-Zählung haben (zum Beispiel Whistons englische und Clementz’ deutsche Übersetzung). Zur Umrechnung kann man die digitale Ausgabe des Niese-Textes in der Perseus Collection nutzen.
- De bello Judaico – Der Jüdische Krieg. Griechisch–deutsch, herausgegeben und mit einer Einleitung sowie mit Anmerkungen versehen von Otto Michel und Otto Bauernfeind. wbg academic, 3 Bände, Sonderausgabe (2., unveränderte Auflage) Darmstadt 2013. ISBN 978-3-534-25008-0.
- Jüdische Altertümer. Übersetzt und mit Einleitung und Anmerkungen versehen von Heinrich Clementz, Halle 1900. Band 1 (Digitalisat) Band 2 (Digitalisat). Diese Übersetzung hat erhebliche Mängel: zugrunde liegen die bereits bei Erscheinen von Clementz’ Übersetzung veralteten griechischen Textausgaben von Dindorf (1865) und Haverkamp (1726); außerdem übersetzte Clementz ungenau, teilweise paraphrasierend.[212] Nachdem das Münsteraner Übersetzungsprojekt abgebrochen wurde, ist mit einer Neuübersetzung der Antiquitates ins Deutsche vorerst nicht zu rechnen. Immerhin ist eine Vorübersetzung von Ant 1,1–2,200 online verfügbar: PDF.
- Aus meinem Leben (Vita). Kritische Ausgabe, Übersetzung und Kommentar hrsg. von Folker Siegert, Heinz Schreckenberg, Manuel Vogel. Mohr Siebeck, 2., durchgesehene Auflage Tübingen 2011. ISBN 978-3-16-147407-1.
- Über die Ursprünglichkeit des Judentums (Contra Apionem). Deutsch / Altgriechisch, hrsg. von Folker Siegert. Vandenhoeck & Ruprecht, Göttingen 2008. ISBN 978-3-525-54206-4. (Teilband 1: Digitalisat; Teilband 2: Digitalisat)